# Antoon van Dyck

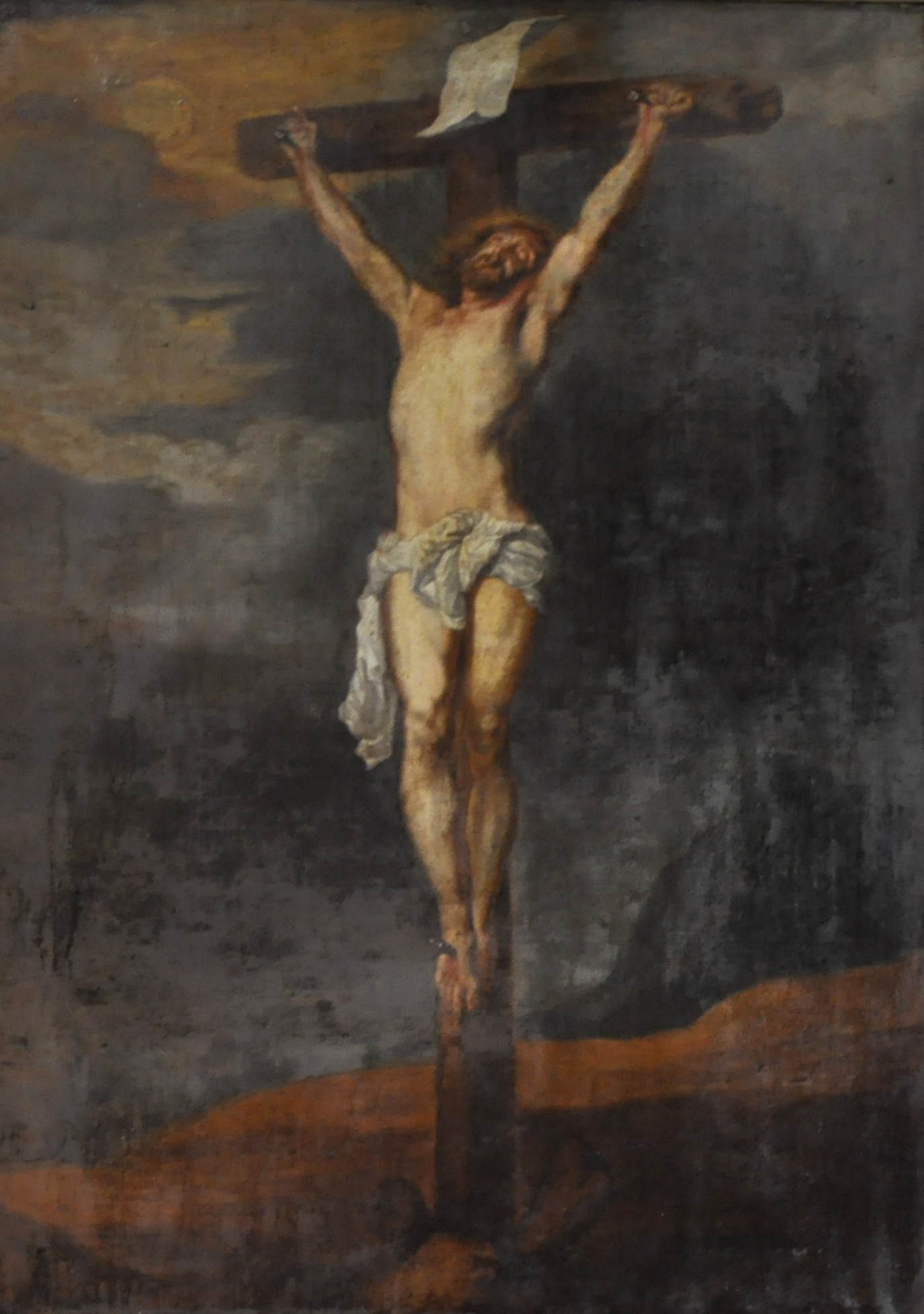
De kruisiging, 1626, Onze-Lieve-Vrouwekerk, Brugge

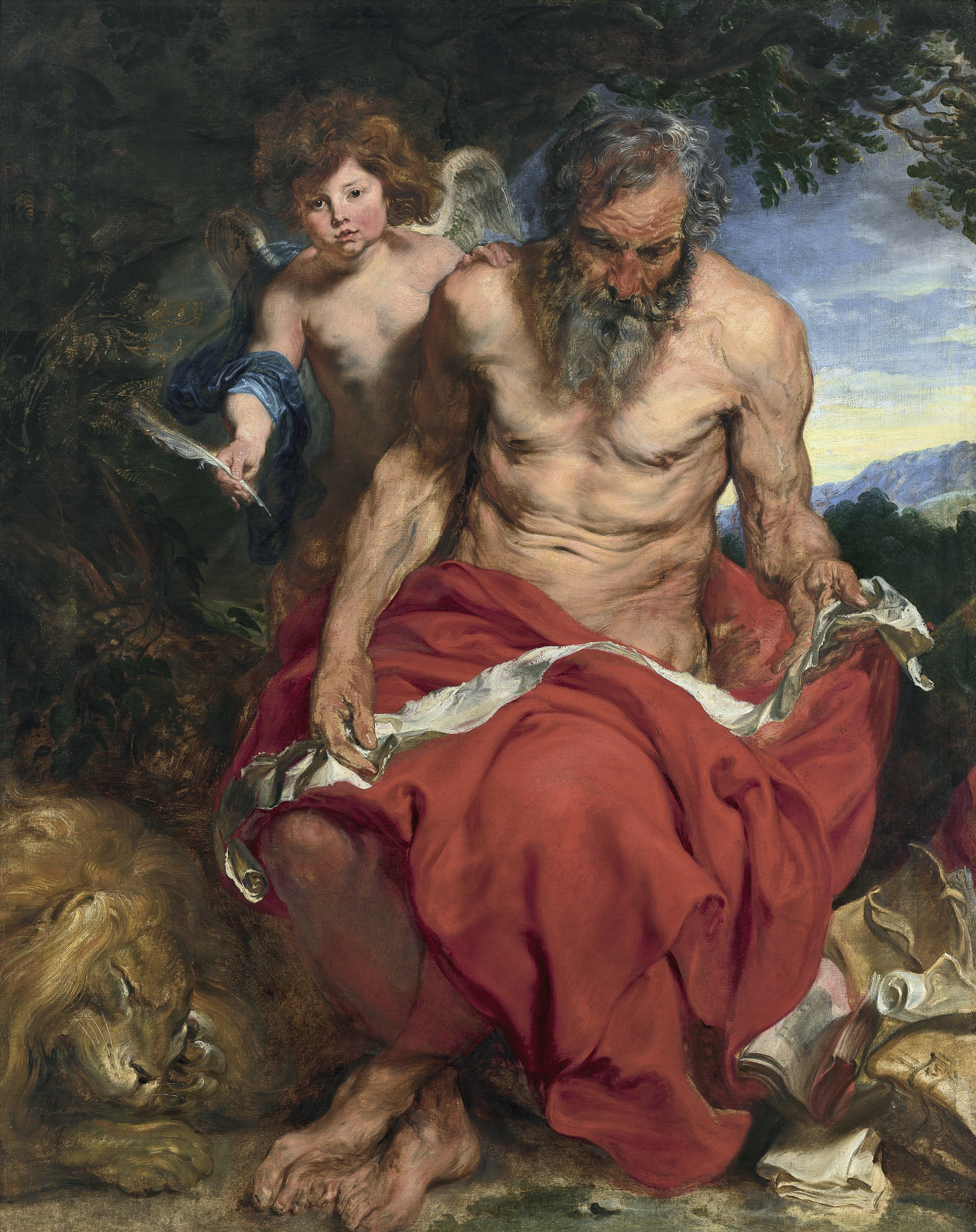
Heilige Hiëronymus mediterend in de woestijn, 1619-1621, Museum Boijmans Van Beuningen, Rotterdam

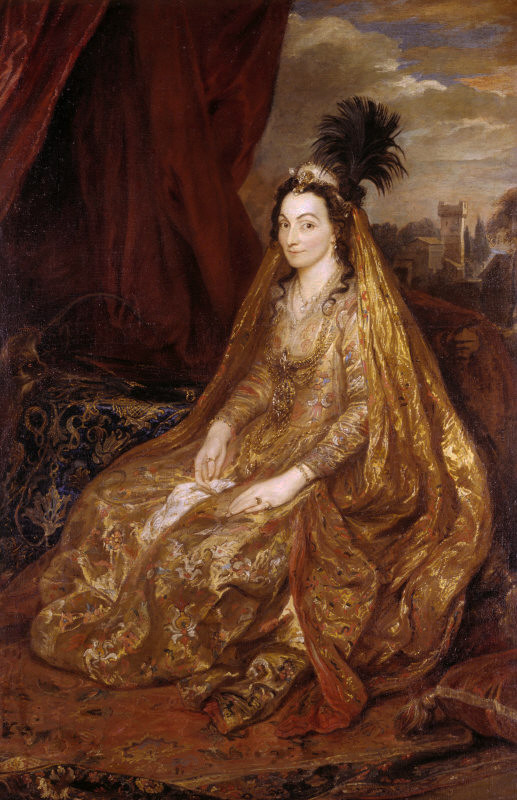
Teresa Sampsonia, Lady Shirley in Rome, 1622, National Trust, Petworth House (voorbeeld van een portret met een typisch glacis van warm transparant bruin, dat later "Van Dyck-bruin" werd genoemd, hoewel meesters als Rubens het voordien ook al gebruikten; een andere naam voor het pigment is "kasselse aarde'")

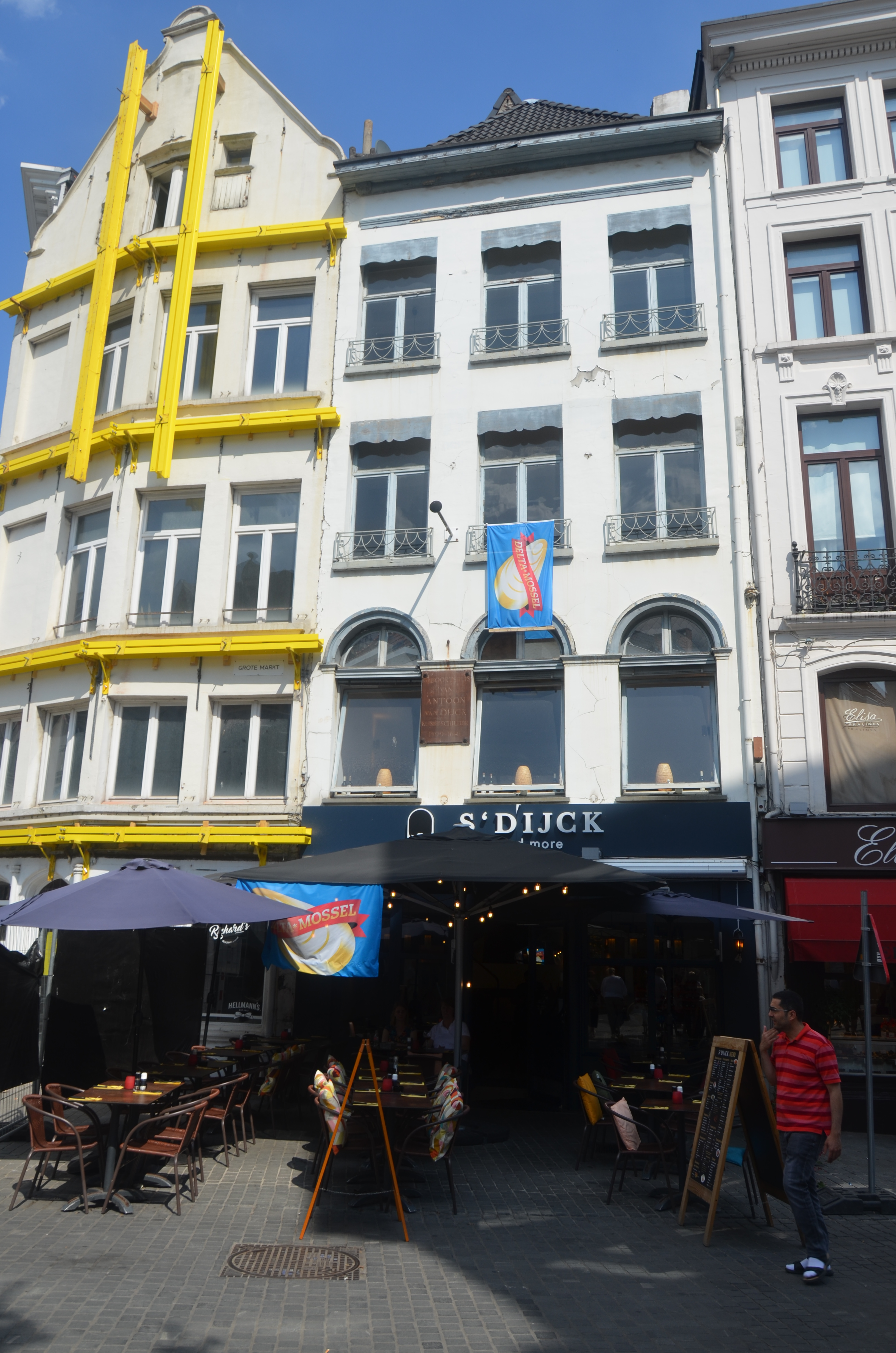
Geboorteplaats Antoon Van Dyck bij de Grote Markt in Antwerpen

Antoon van Dyck, ook Anthony van Dyck, (Antwerpen, 22 maart 1599 – Londen, 9 december 1641) was een Vlaamse barokschilder en prentmaker uit de Antwerpse School. Zijn voornaam wordt ook als "Anthonis", '"Antonio", "Anthonie" of "Anton" vermeld.

## Biografie

### Geboorte en jeugd
Van Dyck werd geboren in 'Den Berendans' achter de huidige Grote Markt in Antwerpen. Hij was het zevende kind van twaalf van de rijke textielhandelaar Franchois van Dyck en Maria Cuypers. Het gezin bestond uit vier jongens en acht meisjes, drie stierven er jong. Catharina, Maria, Cornelia II en Franchois jr. waren ouder dan Antoon. Na hem kwamen Susanna, Anna, Dierick en Elisabeth of Isabella. Ze verhuisden in 1599 van de Grote Markt naar de Korte Nieuwstraat, waar op 7 maart 1607 ook het belendende pand 'De Stadt van Gendt' werd gekocht. Antoons moeder stierf echter een maand later, op 17 april 1607. Vanaf december 1610 waren er problemen, een privéaangelegenheid: de Hondschootse Jacobmyne de Kueck moest uit de stad worden verbannen, na ruiten te hebben ingegooid en Franchois van Dyck te hebben bedreigd met de dood. Antons oudere zusters Catharina en Maria waren getrouwd in respectievelijk 1610 en 1615 en vanaf de zomer van 1615 gingen Franchois' zaken minder goed. Zijn schoonzonen daagden hem in juli 1615 voor het gerecht. Zijn boedel werd geïnventariseerd en verkocht. Antoon ging tegen zijn zwagers in het verweer. De florerende handelaarsfamilie was een moederloos gezin met serieuze problemen geworden. Mogelijk waren de gezinsleden niet langer 'sociaal aantrekkelijke kandidaten op de Antwerpse huwelijksmarkt' en werden daarom Susanna, Isabella en Cornelia begijn, Anna non en Dierick norbertijner kanunnik. De ouderlijke woning, 'De Stadt van Gendt', werd op 20 mei 1620 gedwongen verkocht. Rond 1620 was het gezin van Franchois van Dyck 'sociaal gestigmatiseerd' en alleen Antoon kon de goede naam van de familie redden.

### Opleiding
Reeds vroeg kwam zijn talent om te tekenen tot uiting. Als tienjarige jongen ging Antoon in 1609 in de leer bij Hendrik van Balen, kunstschilder en opperdeken van het Sint Lucasgilde. Van Balen had zijn atelier in het huis 'Den Wildeman'. Rubens had in zijn atelier liever vaardige medewerkers, die elders het vak al hadden geleerd. Gewoonlijk duurde een scholing drie tot vier jaar. Antoons vroegste portret, een zeventigjarige man, dateert van 1613, toen hij veertien jaar was. Op vijftien of zestienjarige leeftijd schilderde hij zijn eerste zelfportret. In 1615 werd hij een onafhankelijk kunstschilder, maar pas in 1618 kreeg Antoon officieel de titel 'meester'. Hij had een eigen werkplaats in 'Den Dom van Ceulen' aan de Lange Minderbroederstraat (Mutsaertstraat) en Herman Servaes was er zijn een jaar oudere medewerker.
In zijn jongere jaren was hij een van de favoriete medewerkers van Peter Paul Rubens, naast Jacob Jordaens en nog enkele anderen. Al voor 1617 werkten van Dyck en Rubens samen aan een project en in de loop van 1617 werd van Dyck Rubens' medewerker. Dus hij was al voor en na zijn meesterschap in Rubens' atelier actief. Van Rubens kon van Dyck veel opsteken: Rubens kende Latijn, had 'voorbeeldige omgangsvormen' geleerd, was als alom gerespecteerd historieschilder uit Italië teruggekeerd, was intellectueel veelzijdig en had een diepgaande kennis van de kunst en literatuur van de Oudheid. Via Rubens kreeg Van Dyck toegang tot een internationaal circuit van kunstliefhebbers. Hij voerde Rubens' ontwerpen met de geschiedenis van de Romein Decius Mus uit in 'tapijtkartons'. In 1620 kreeg Rubens de opdracht het plafond te decoreren van de jezuïeten kerk Sint-Carolus Borromeus en van Dyck kreeg de leiding over het team van uitvoerders. Van Dyck bezat een uitzonderlijke werkkracht. Een jonge vrouw, van wie verder weinig bekend is, schonk hem in deze eerste Antwerpse periode een dochter, Maria Theresia. Zijn zussen hebben het meisje opgevoed. Zij huwde met Gabriël Essers, die later drost van Boechout werd. Omstreeks 1620 wist van Dyck Rubens op technisch vlak te evenaren. De dominante sociale en artistieke positie van Rubens in Antwerpen, een stad die zich in een periode van economische achteruitgang bevond, verklaart wellicht waarom van Dyck een groot deel van zijn carrière in Engeland en Italië verbleef.
In 1620 ging hij voor het eerst naar Engeland, op aansporing van George Villiers, de markies van Buckingham en verbleef er vier maanden, maar werd toen nog niet voorgesteld aan koning Jacobus I van Engeland en keerde nadien terug naar de Nederlanden.

### Italië
In 1621 ging hij naar Italië. Een negentiende-eeuws schilderij (1814) van Philippe Jacques van Bree (1786-1871) uit de collectie van het Rubenshuis toont de binnenplaats van het Rubenshuis zoals die er nog steeds uit ziet, toont het vertrek van de tweeëntwintigjarige en waanzinnig getalenteerde jongeman. Een wit, steigerend paard en een Moorse bediende die het paard aan de teugels vasthoudt staat links in beeld. Rubens en van Dyck kijken elkaar in de ogen op het centrale deel. Het paard is mogelijk een cadeau van Rubens aan zijn leerling. Mogelijk symboliseert het paard de bronstigheid/hengstigheid van Van Dyck. De dames rechts op het schilderij kijken geamuseerd toe en dragen beiden een kind op de schoot. Is Van Dyck hun vader? Liet Rubens zijn leerling naar Italië reizen om van Dycks 'meer dan gezonde interesse' voor zijn vrouw Isabella Brant in andere banen te leiden? Op weg naar Italië laste van Dyck een tussenstop in Zaventem in waar hij twee doeken schilderde voor de Sint-Martinuskerk. Een verhaal gaat dat van Dyck in Zaventem halsoverkop verliefd werd op een herbergiersdochter en dat Rubens weken later een bericht kreeg uit Italië om te vragen waar van Dyck bleef, waarop Rubens naar Zaventem afreisde om van Dyck de weg naar Italië te wijzen.
Uiteindelijk verbleef hij er zes jaar waar hij de Italiaanse schilders uit de renaissance bestudeerde. Hij had er de gelegenheid werken van enkele beroemde kunstenaars te kopiëren, vooral van Titiaan, voor wie hij een grote bewondering koesterde. Deze studie gaf hem de basis voor zijn succesvolle carrière als portretschilder. Hij woonde meestal in Genua, alhoewel hij ook vaak naar andere steden reisde (o.a. Rome) en een tijd in Palermo op Sicilië verbleef. De woning in Genua van de broers Cornelis en Lucas de Wael, zonen van de Antwerpse kunstschilder Jan de Wael, was van Dycks thuishaven tijdens zijn verblijf in Italië. In Rome schilderde van Dyck het portret van kardinaal Guido Bentivoglio, een 'beschermer van de Vlaamse kolonie in Rome'. De Vlaamse schilders in Rome waren niet over van Dyck te spreken. Ze vonden hem te trots.
Van Dyck had, in tegenstelling tot Rubens, weinig belangstelling voor de antieke kunst, dat blijkt uit zijn 'Italiaanse schetsboek'. 'Hij was geen erudiet schilder in de renaissancistische traditie' en stelde zich niet voor de hele kunstgeschiedenis open.
Waarschijnlijk werd hij door onderkoning Emanuel Filibert van Savoye (1588-1624) naar Palermo op Sicilië uitgenodigd. Hij bezocht de bejaarde portretschilderes Sofonisba Anguissola. Ze vertelde hem dat zij zesennegentig jaar was. De uitbraak van een pestepidemie noodzaakte hem naar Genua terug te keren. Hij maakte in 1627 in Genua een schilderij af, waarvoor hij in Palermo de opdracht had gekregen: De Madonna van de Rozenkrans (Oratorio del Rosario, Palermo).

### Antwerpen
Hij keerde in 1627 terug naar Antwerpen, z'n zuster Cornelia was kort daarvoor in september 1627 overleden. Van Dyck maakte zelf zijn testament en trad toe tot de 'Sodaliteit van de bejaerde Jongmans', een lekenbroederschap, gesticht door de jezuïeten. Hij werd hofschilder van aartshertogin Isabella en schilderde haar portret. De aristocraten van haar 'sobere' hof gaven hem portretopdrachten: d'Arenberg, de Ligne, de Croÿ, de Boisschot en Tassis. Hij schilderde gedurende de vijf jaren in Antwerpen een groot aantal meesterstukken, waaronder de portretten van Maria-Louisa de Tassis en de eenarmige landschapschilder Marten Rijckaert. Hij was heel charmant tegenover zijn opdrachtgevers en net als Rubens wist hij zich met gemak te bewegen in aristocratische kringen. Van Dyck ging twee keer naar de Verenigde Provinciën, die in oorlog waren met de Zuidelijke Nederlanden. Hij schilderde in Den Haag de portretten van prins Frederik Hendrik van Oranje, zijn vrouw Amalia van Solms en hun zoon Willem. Voor de prins schilderde hij Amaryllis en Mirtillo en Rinaldo en Armida. Van Dyck kreeg goed betaald en legde zelf ook een mooie collectie schilderijen aan, waaronder werken van Titiaan.

### Engeland

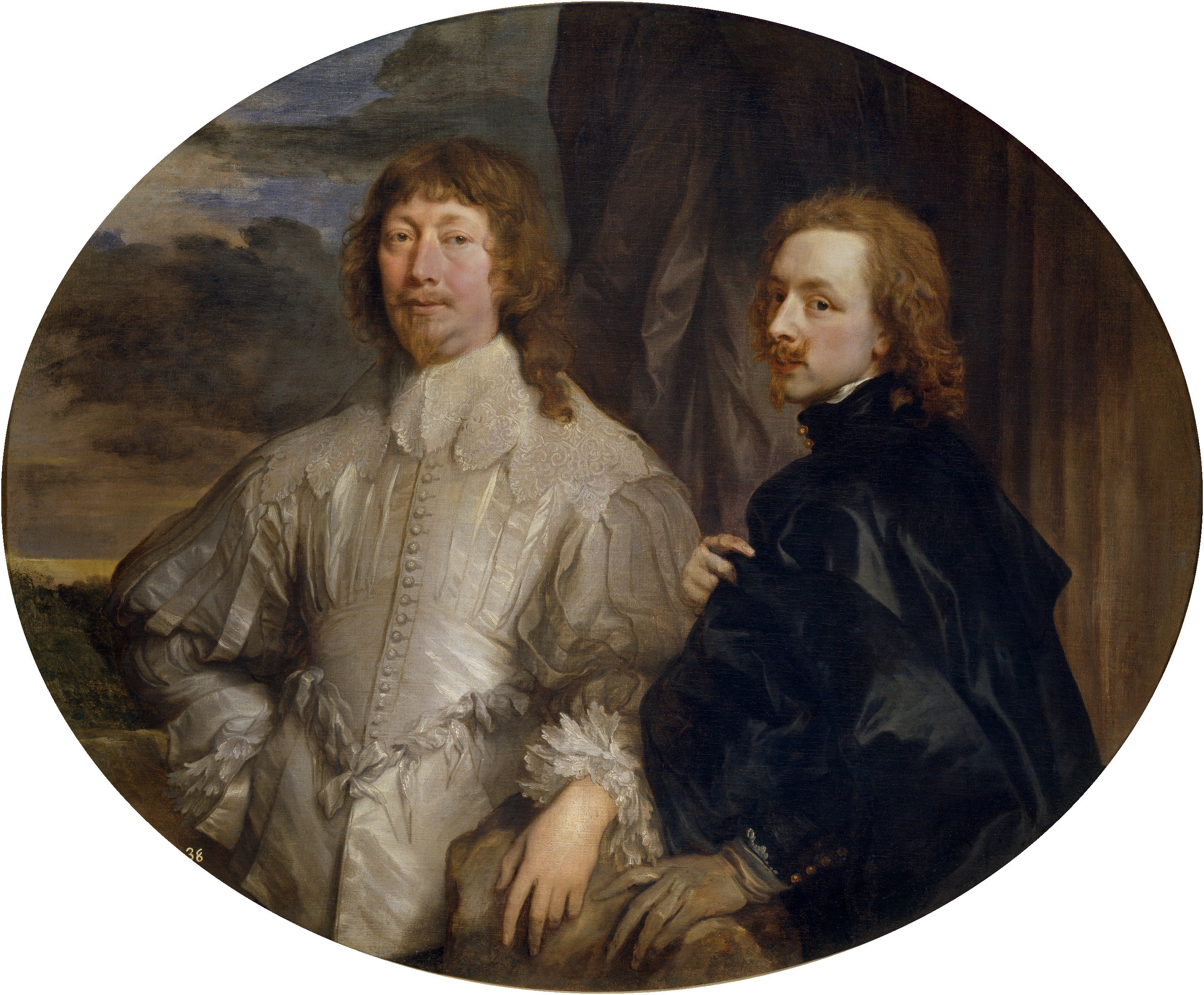
Dubbelportret van Sir Endymion Porter en Van Dyck, ca. 1635, Museo del Prado, Madrid

Zijn reputatie kwam koning Karel I van Engeland ter ore, die hem naar Engeland haalde, waar hij in korte tijd erg beroemd werd. De koning kon Van Dyck goed gebruiken voor de uitbeelding en promotie van zijn visie op absoluut koningschap. Hij werd in april 1632 geridderd (net als Rubens in 1630), werd hofschilder en kreeg (in theorie) 200 pond per jaar en zou daarnaast goed betaald worden voor zijn schilderijen. In de praktijk werd op veel van zijn schilderijen door de koning afgedongen en werd vijf jaren de betaling van zijn 'pension' niet betaald.
Hij kwam in contact met de groep katholieke hovelingen rondom de koningin, waaronder Kenelm Digby en Endymion Porter, die hem steunden.
Al in 1630 had Endymion Porter voor Karel I Rinaldo en Armida voor 78 pond verworven, vermoedelijk de allereerste van Dyck in de Engelse koninklijke collectie. Volgens de overlevering zou de koning door dit schilderij op het idee zijn gebracht de schilder aan zijn hof te werk te stellen. Porter behoorde tot de entourage van George Villiers (1592-1628), de hertog van Buckingham en hield zich vooral met diens kunstverzameling bezig. Hij was ook Gentleman of the King's Bedchamber, ofwel persoonlijke assistent van Karel I. Ook Rubens en Orazio Gentileschi behoorden tot Porters vriendenkring. Porter en van Dyck ontmoetten elkaar voor het eerst in 1620, tijdens van Dyks korte verblijf in Londen, toen Buckingham De grootmoedigheid van Scipio kocht. Van Dyck schilderde een dubbelportret van Porter en zichzelf, mogelijk in 1635. Ze scheelden dertien jaar in leeftijd.

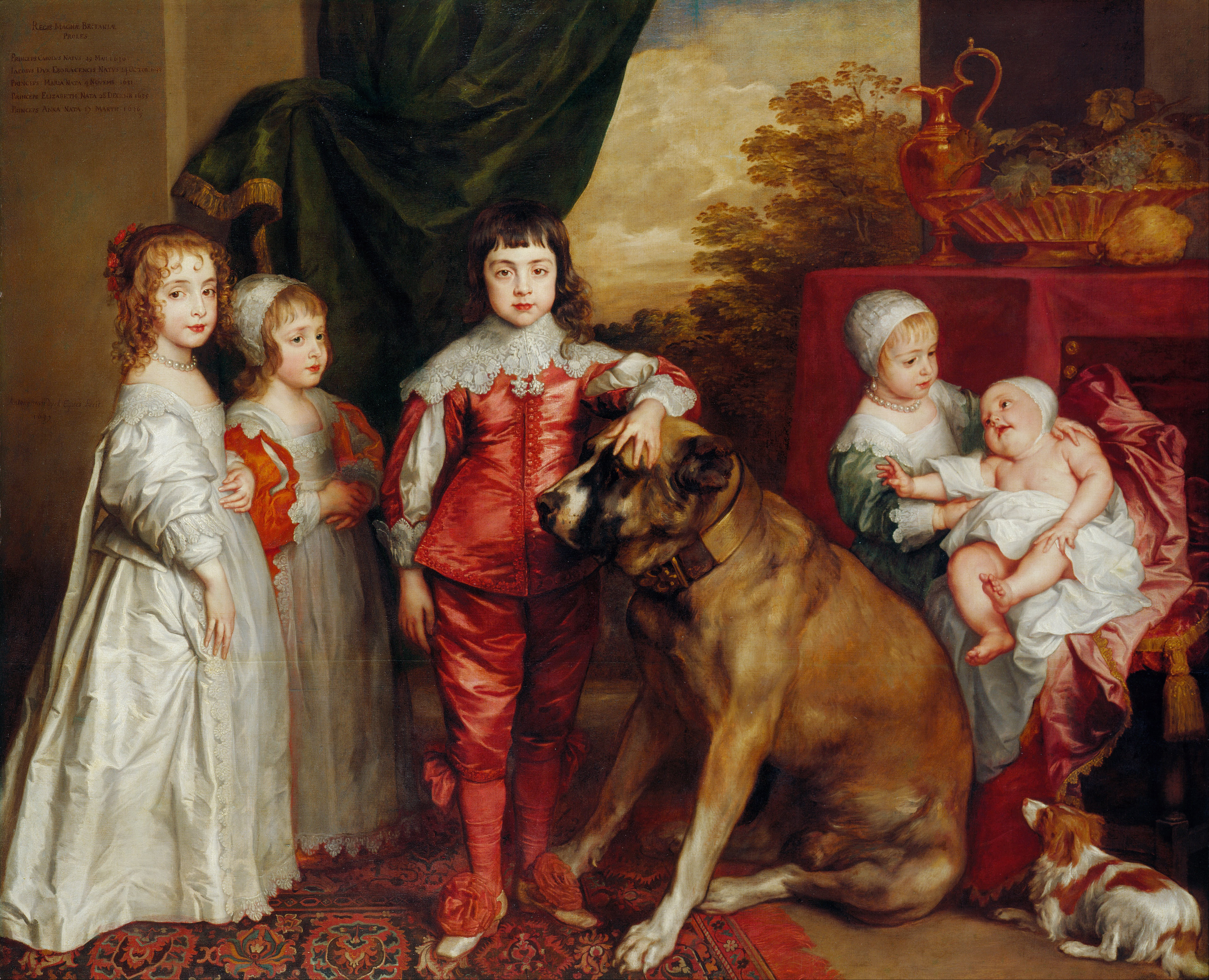
De vijf oudste kinderen van Karel I, 1637, Royal Collection

Hij schilderde portretten van Karel I, koningin Henriëtta, de groep prinsen en prinsessen, van zichzelf, van zijn maîtresse Margaret Lemon, van de schilders Andries van Eertvelt, Theodoor Rombouts en van vele anderen. Een van zijn belangrijkste opdrachtgevers was de vierde graaf van Pembroke. Ook werden de graaf van Arundel, de tiende graaf van Northumberland, Lord Philip Wharton en Thomas Wentworth, graaf van Strafford (raadslid van de koning) geportretteerd.
In juli 1632 werd hij geridderd waarbij hij de titel sir ontving. In 1633 werd hij benoemd tot hofschilder van de koning. In april 1633 kreeg hij van de koning een gouden ketting met een medaille. Hij kreeg een jaarsalaris van 200 pond, een honorarium voor portretten van de koninklijke familie, een eigen huis met atelier in Blackfriars, mocht gebruikmaken van Eltham Palace en trouwde in 1639 Mary, de dochter van Lord Ruthven. Mary Ruthven was een Schotse, katholieke hofdame van de koningin.

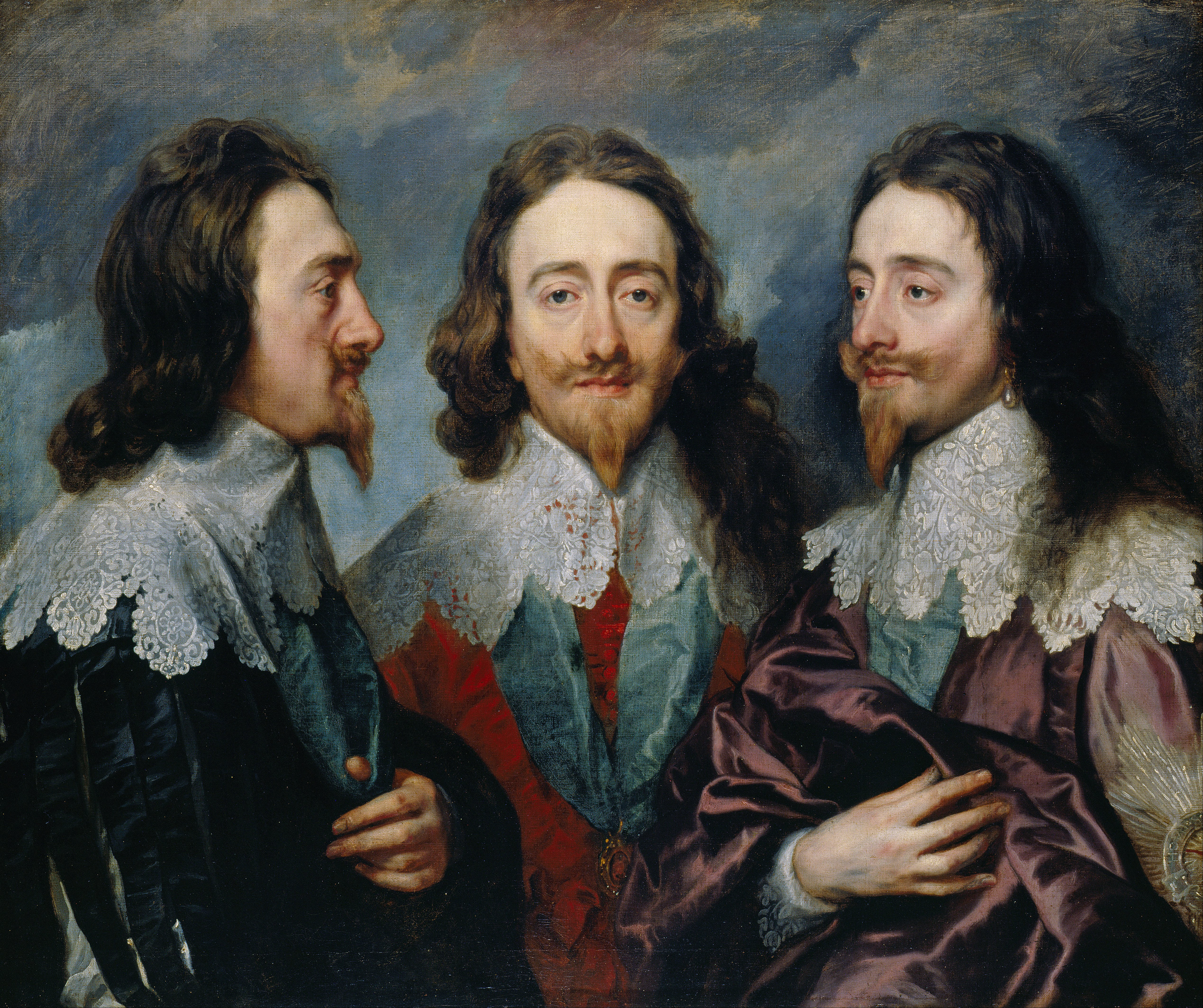
Drievoudig portret van de Engelse koning Karel I (1600-1649), 1635, Royal Collection (schilderij stond model voor de buste door Gianlorenzo Bernini

Van 1634 tot 1635 verbleef van Dyck bijna een jaar in de Zuidelijke Nederlanden, in Antwerpen en Brussel. Abbé Scaglia was toen zijn belangrijkste opdrachtgever. Hij schilderde ook de schepenen van Brussel, maar dat werk werd in 1695 vernield tijdens het Franse bombardement.
Na zijn terugkeer uit Antwerpen in de lente van 1635, schilderde van Dyck het drievoudige portret (van de zijkant, van voren en driekwart) van de Engelse koning, zodat Gianlorenzo Bernini, de officiële beeldhouwer van paus Urbanus VIII, aan de hand ervan een marmeren buste kon beeldhouwen. De transactie verliep via de koningin, omdat zij katholiek was. In de herfst zou het schilderij door Bernini zijn ontvangen. Het borstbeeld arriveerde in juni 1637, werd eind september 1639 met een diamant gevat in een ring, ter waarde van 1000 pond (4000 scudi) betaald en verdween in 1698 in de brand die Palace of Whitehall vernielde. In 1639 trouwde hij met Mary Ruthven.
In het latere deel van zijn leven maakte hij alleen schilderijen af die door zijn studenten waren gemaakt naar zijn eigen voorstudies.

### Overlijden

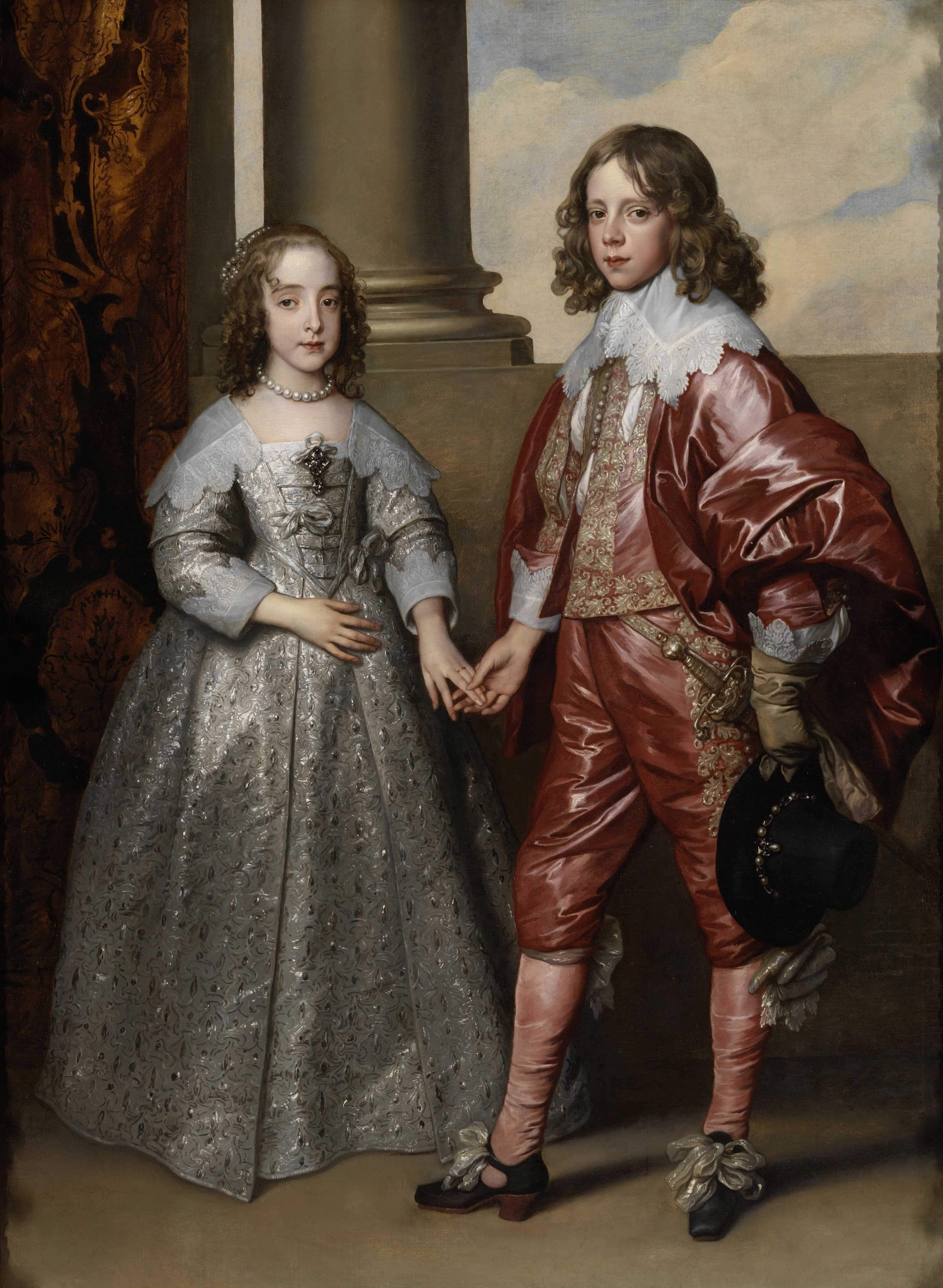
Willem II van Oranje met zijn toekomstige bruid Maria Henriëtte Stuart, 1641, Rijksmuseum, Amsterdam

De politieke toestand ging in Engeland achteruit en toen Rubens in 1640 stierf kwam uit Antwerpen het verzoek diens atelier over te nemen. Toen hoorde hij dat de Franse koning Lodewijk XIII de belangrijkste galerijen van het Louvre wilde laten decoreren. In januari 1640 was hij in Parijs, maar in mei was hij al weer terug in Londen. Hij schilderde er het dubbelportret van de kinderen prinses Maria Henriëtte Stuart en prins Willem II van Oranje ter gelegenheid van hun huwelijk. In oktober was hij in Antwerpen en in november weer in Parijs, waar hij hoorde dat Nicolas Poussin en Simon Vouet de felbegeerde opdracht voor het Louvre hadden gekregen.
In 1641 werd hij tijdens dat verblijf in Parijs ziek en keerde snel terug naar Londen, waar hij korte tijd later overleed in zijn huis in Blackfriars (een gebied in de City of London). Het dochtertje Justiniana, dat hij achterliet bij zijn weduwe, was op dat moment slechts 10 dagen oud. Van Dyck ligt begraven in de St Paul's Cathedral in Londen. De koning liet een herinneringsmonument boven zijn graf oprichten.
Antoon Van Dyck stierf vóór de burgeroorlog in Engeland tussen Karel I en het parlement. Hij was dus niet meer getuige van het proces tegen de koning en diens onthoofding in het paleis van Whitehall. Op de terechtstelling van de koning volgde de verspreiding van diens kunstverzameling, die 1570 schilderijen bevatte, waaronder vele werken van Van Dyck.

## Schilderstijl
Antoon van Dyck schilderde voornamelijk, 542, portretten (waarvan 107 ten voeten uit), maar ook 203 stukken met een religieus of mythologisch onderwerp. Zijn werken behoren tot de barok. Door velen wordt hij beschouwd als de grootste barokschilder uit de Zuidelijke Nederlanden na Rubens. Zijn stijl werd aanvankelijk sterk beïnvloed door Rubens, maar later, tijdens een verblijf in Italië, vatte hij ook bewondering op voor Titiaan, wat in veel van zijn schilderijen is terug te zien. Van Dyck was van grote invloed op het Engelse portretschilderen, en sommige historici beschouwen hem als de oprichter van de Engelse school van schilderkunst.
De naam van Dyck wordt in de schilderkunst gebruikt voor diverse karakteristieke kenmerken waarmee hij beroemd geworden is. Hij portretteerde veel mannen met een korte, puntige baard, die in het Engels dan ook een 'vandycke' genoemd worden. Ook een kledingstijl is naar van Dyck vernoemd (zoals gedragen in Thomas Gainsboroughs Blue Boy uit 1770). Karakteristiek voor zijn kleurgebruik is het warme 'Van Dyck-bruin', dat zijn naam gaf aan het betreffende pigment.
Het succes had ook een keerzijde: de vraag naar portretten van zijn hand was zo groot dat de meester zelf meestal alleen het gelaat schilderde. De rest liet hij over aan zijn leerlingen, waardoor het kon gebeuren dat er soms fouten in de afbeelding slopen. Zo werd de Engelse koning Karel I in 1638 afgebeeld in een wapenuitrusting met twee rechterhandschoenen.

## Kerken en musea met werk van Van Dyck
- Koninklijk Museum voor Schone Kunsten, Antwerpen met de Extase van de H. Augustinus (oorspronkelijk voor linkerzijaltaar van de Sint-Augustinuskerk van Antwerpen)
- Sint-Pauluskerk te Antwerpen met De kruisdraging
- Sint-Romboutskathedraal te Mechelen met De kruisdood van Christus
- Onze-Lieve-Vrouwekerk te Brugge
- Onze-Lieve-Vrouwekerk te Dendermonde
- Onze-Lieve-Vrouwekerk in Kortrijk
- Sint-Martinuskerk, Zaventem met De Heilige Martinus boven het rechter zijaltaar
- Museum voor Oude Kunst, Brussel
- Museum voor Schone Kunsten, Gent
- Dom van Frankfurt
- Belfort van Sluis (Zeeuws-Vlaanderen)
- Mauritshuis, Den Haag
- Museum Boijmans Van Beuningen, Rotterdam
- Rijksmuseum, Amsterdam
- Hermitage, Sint-Petersburg
- Alte Pinakothek, München
- Gemäldegalerie Alte Meister, Dresden
- Louvre, Parijs
- Kunsthistorisches Museum, Wenen
- National Gallery, Londen
- Ashmolean Museum, Oxford
- Uffizi, Florence
- Museo Nacional del Prado, in Madrid met 25 werken
- Museu Calouste Gulbenkian in Lissabon
- Metropolitan Museum of Art, New York
- Fine Arts Museums of San Francisco, San Francisco
- Museo de Bellas Artes, Valencia
- Dom van Trapani, Sicilië
- Sint-Michielskerk, Gent
- Galleria Borghese, Rome
- Palazzo Rosso, Genua

## Werken
- De apostel Mattheüs (1618–1620)
- Bewening van Christus

### Galerij

Zijn portretten en zelfportretten
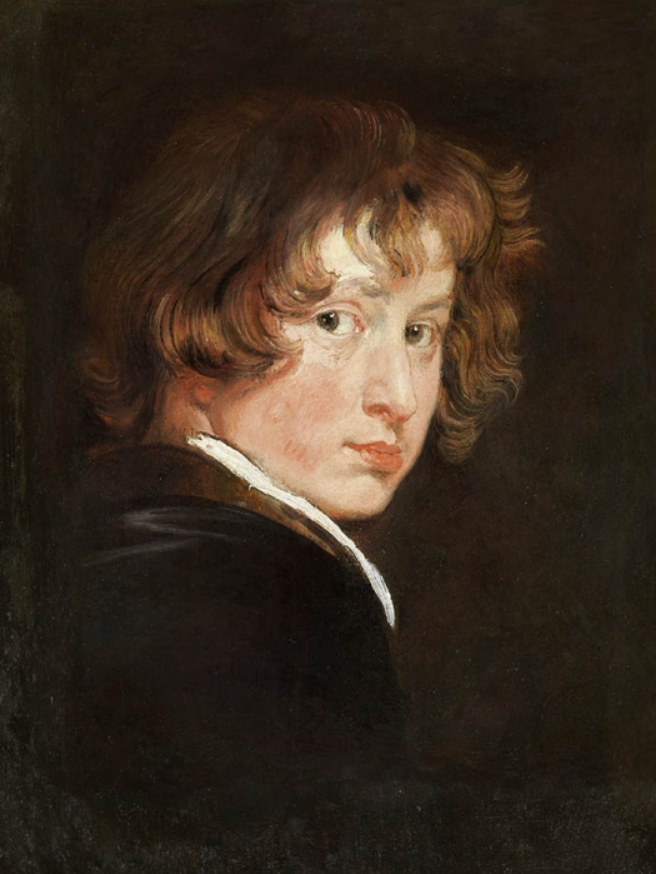
Zelfportret, ca. 1615
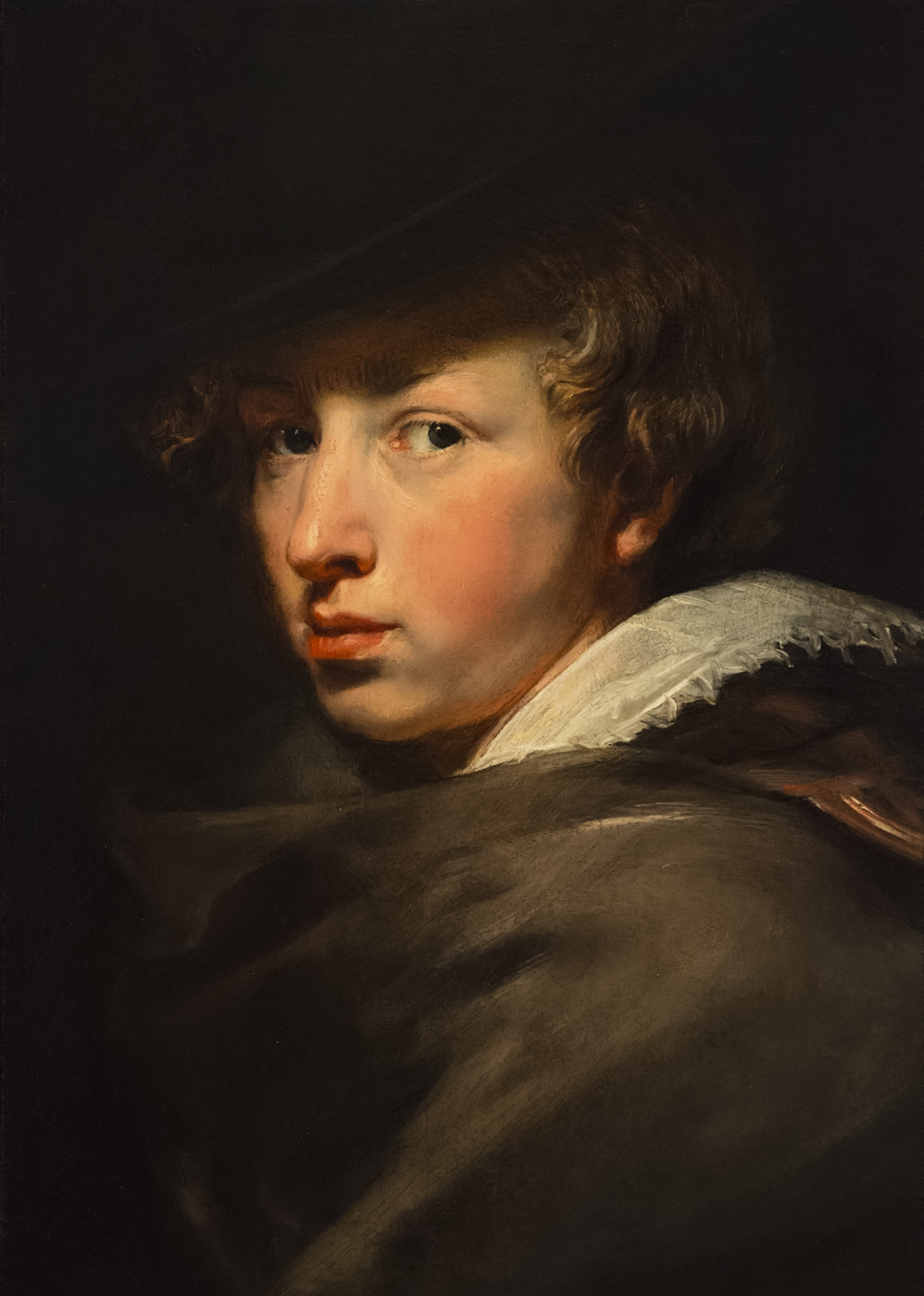
Zelfportret, vroeger toegewezen aan Rubens, ca. 1616
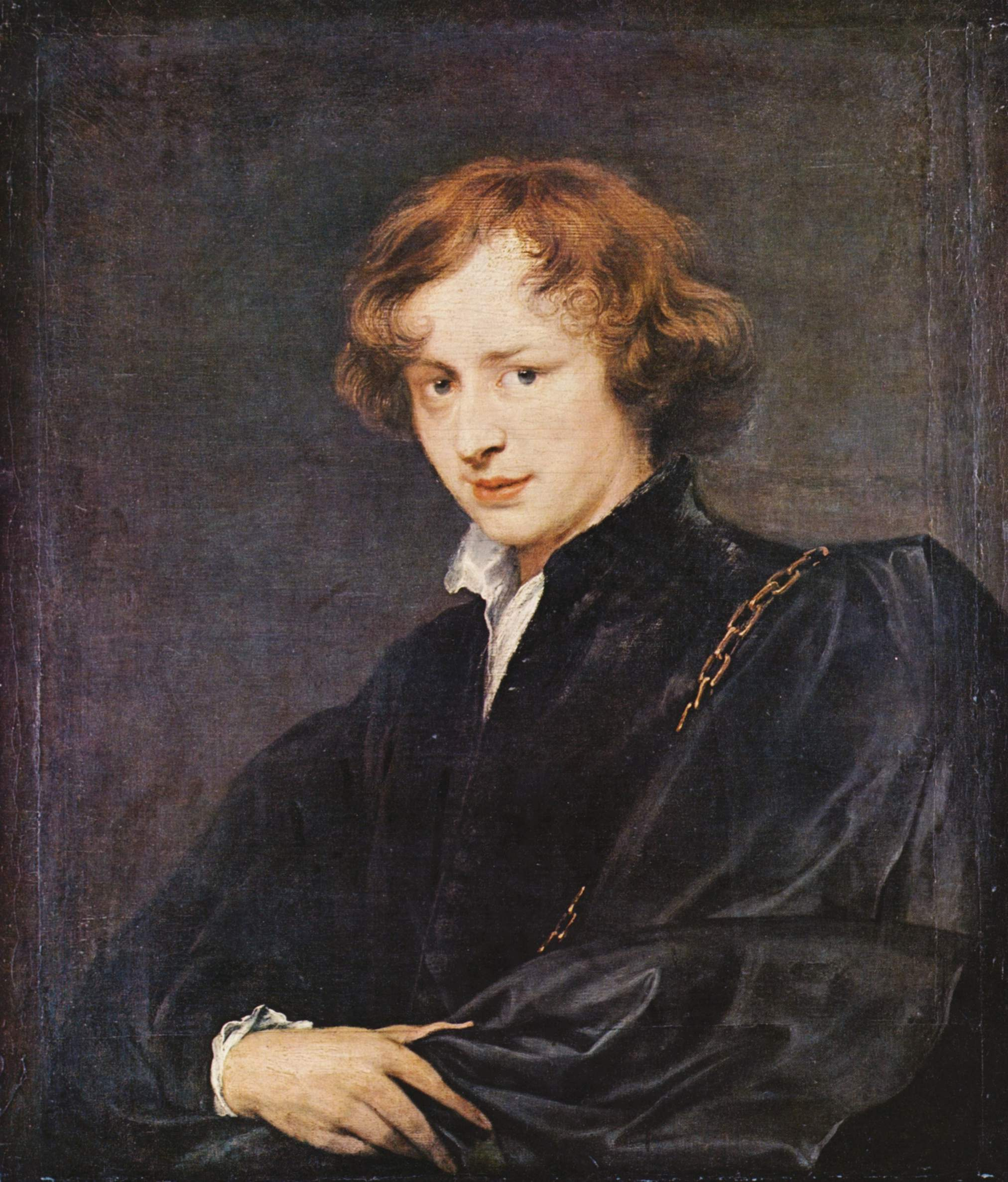
Zelfportret, ca. 1620
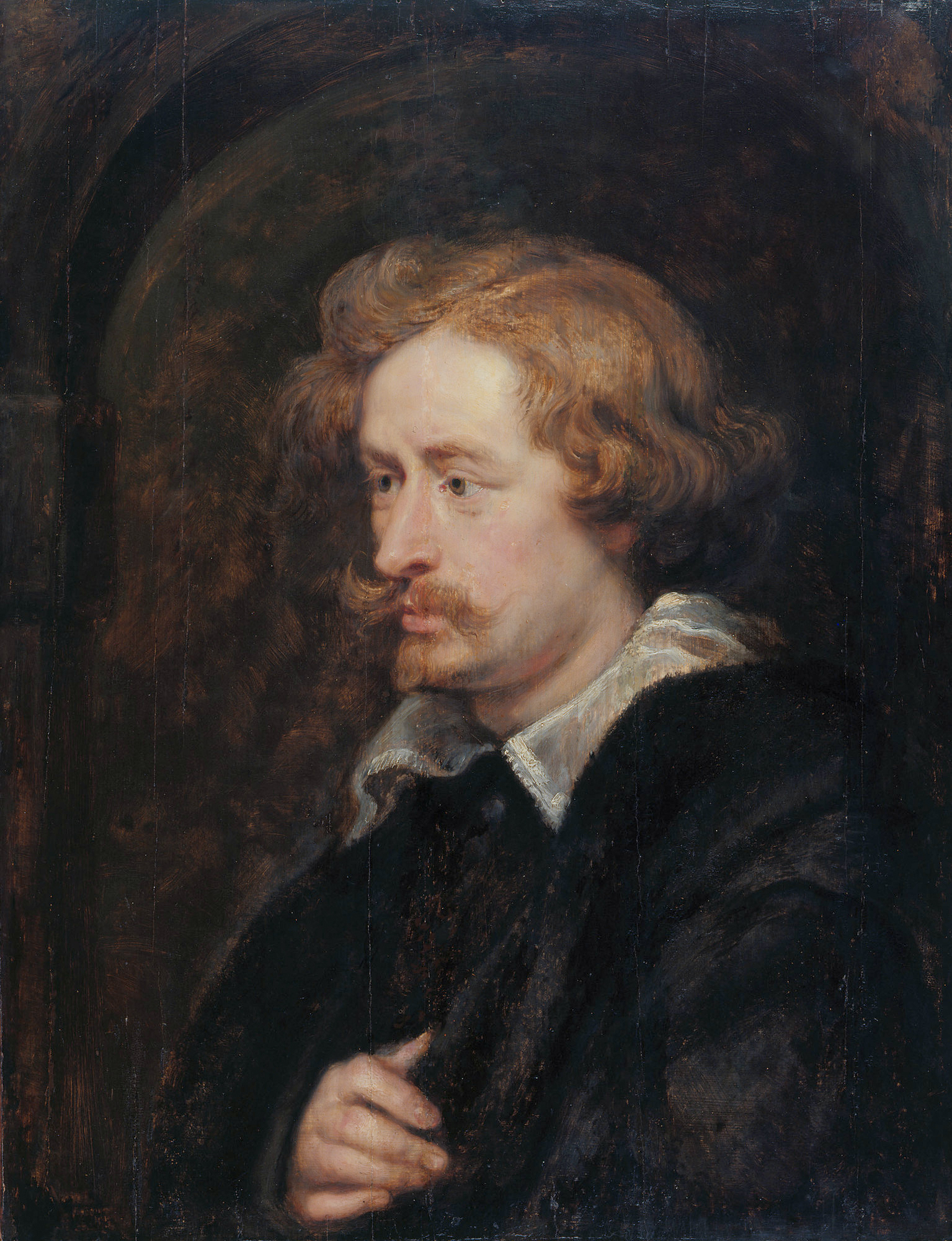
Antoon van Dyck, portret door Peter Paul Rubens (1627–1628)
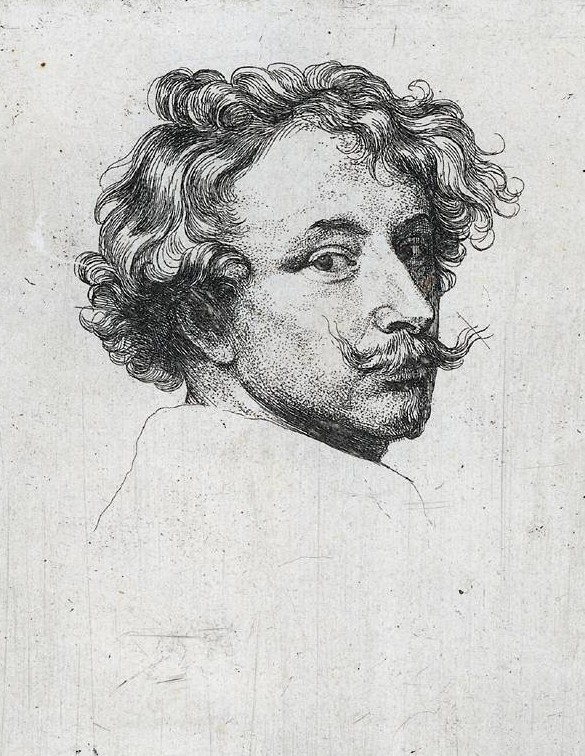
Zelfportret, ca. 1630
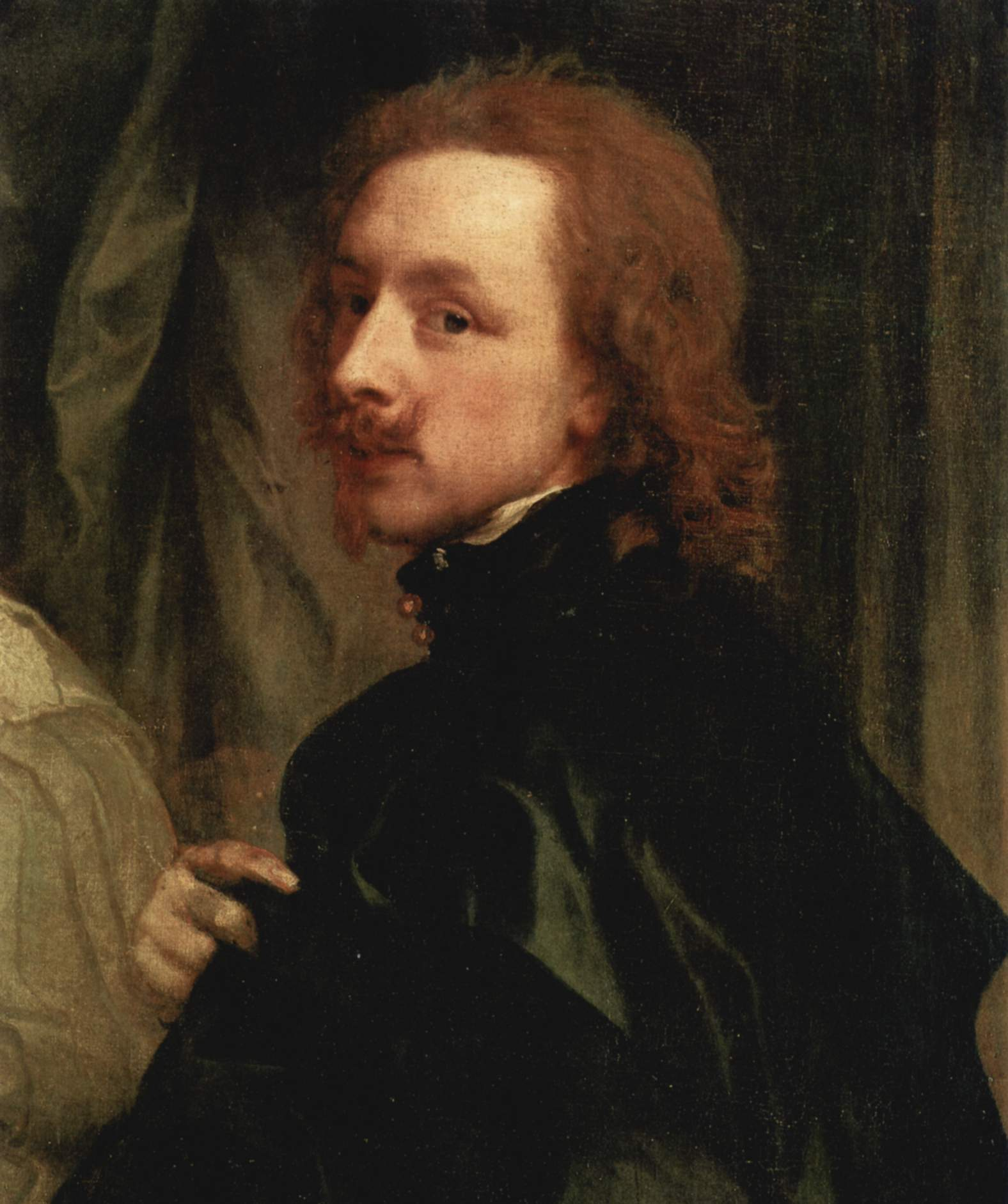
Detail uit een dubbelportret met Endymion Porter, ca. 1635
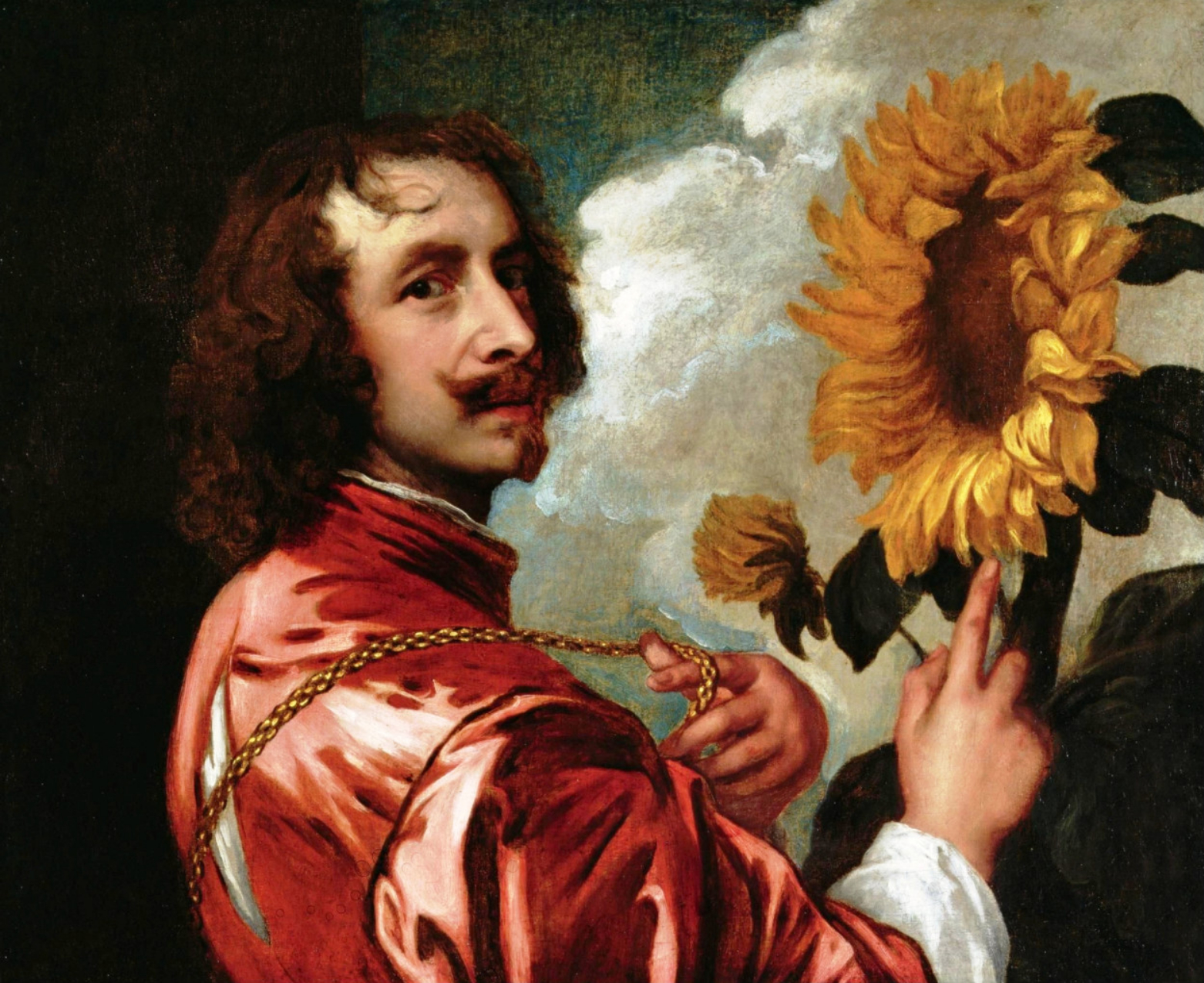
Zelfportret (na 1633)
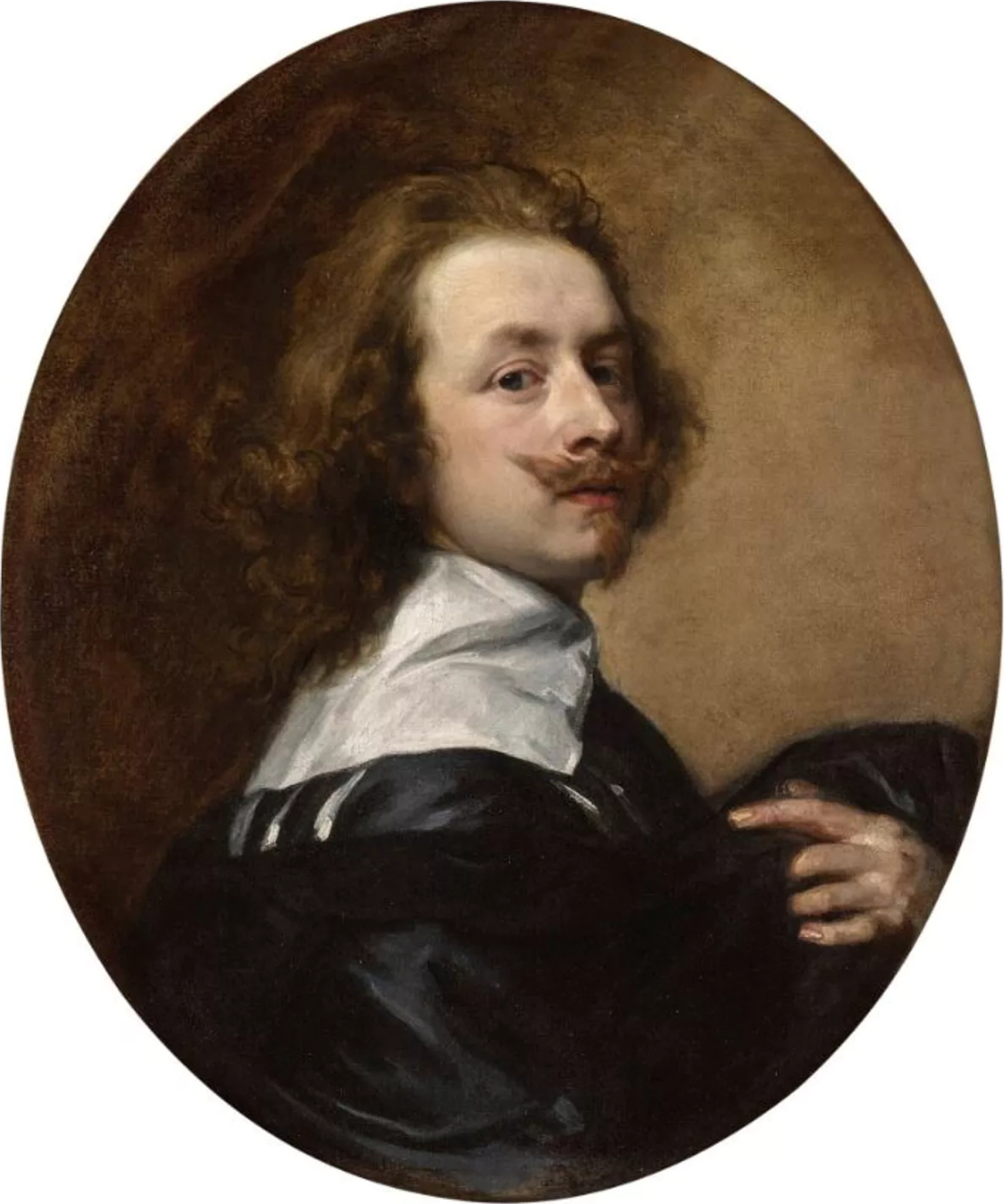
Zelfportret in het Rubenshuis te Antwerpen, ca. 1638
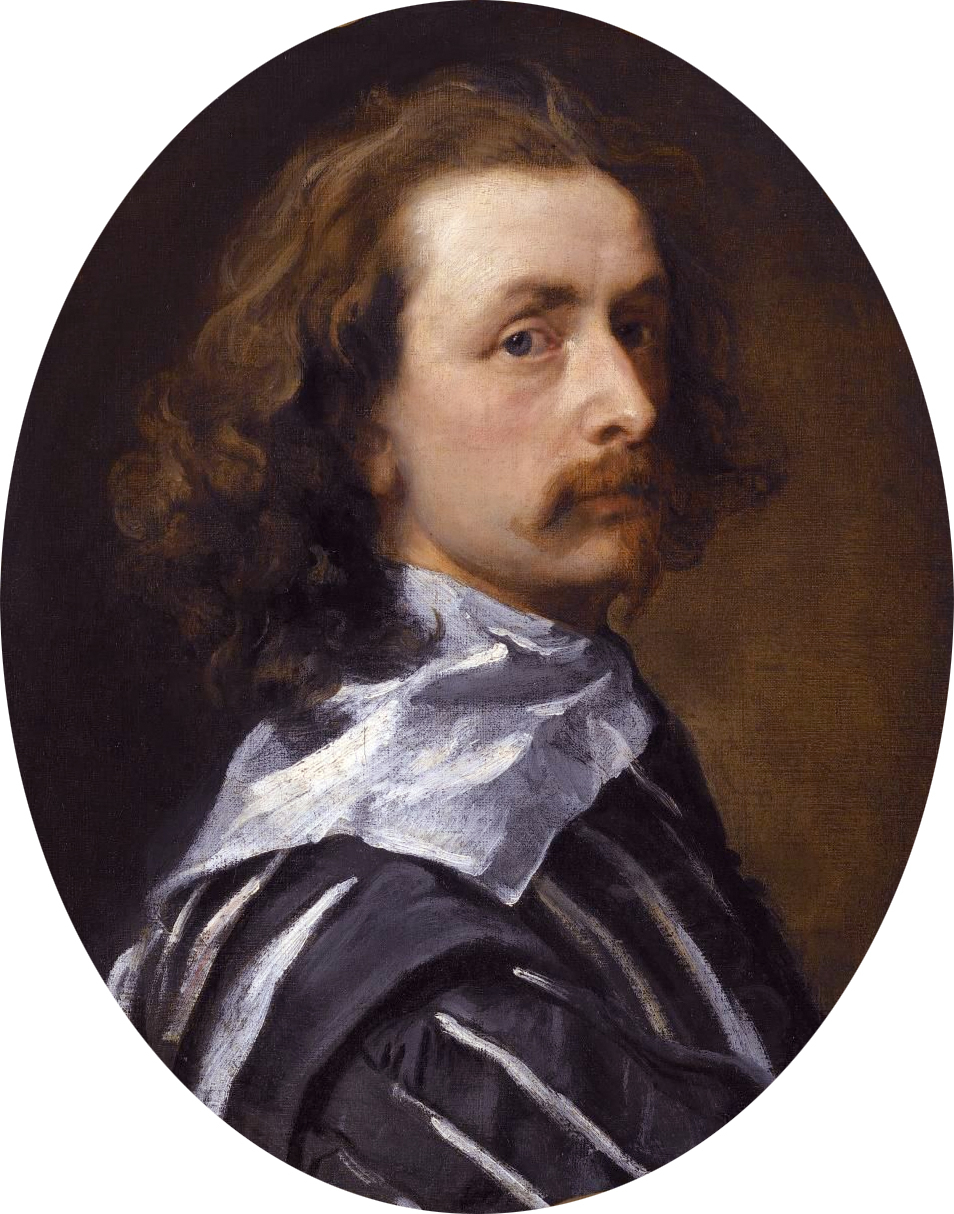
Zelfportret (1640)

Religieus, mythologisch en portrettistisch oeuvre
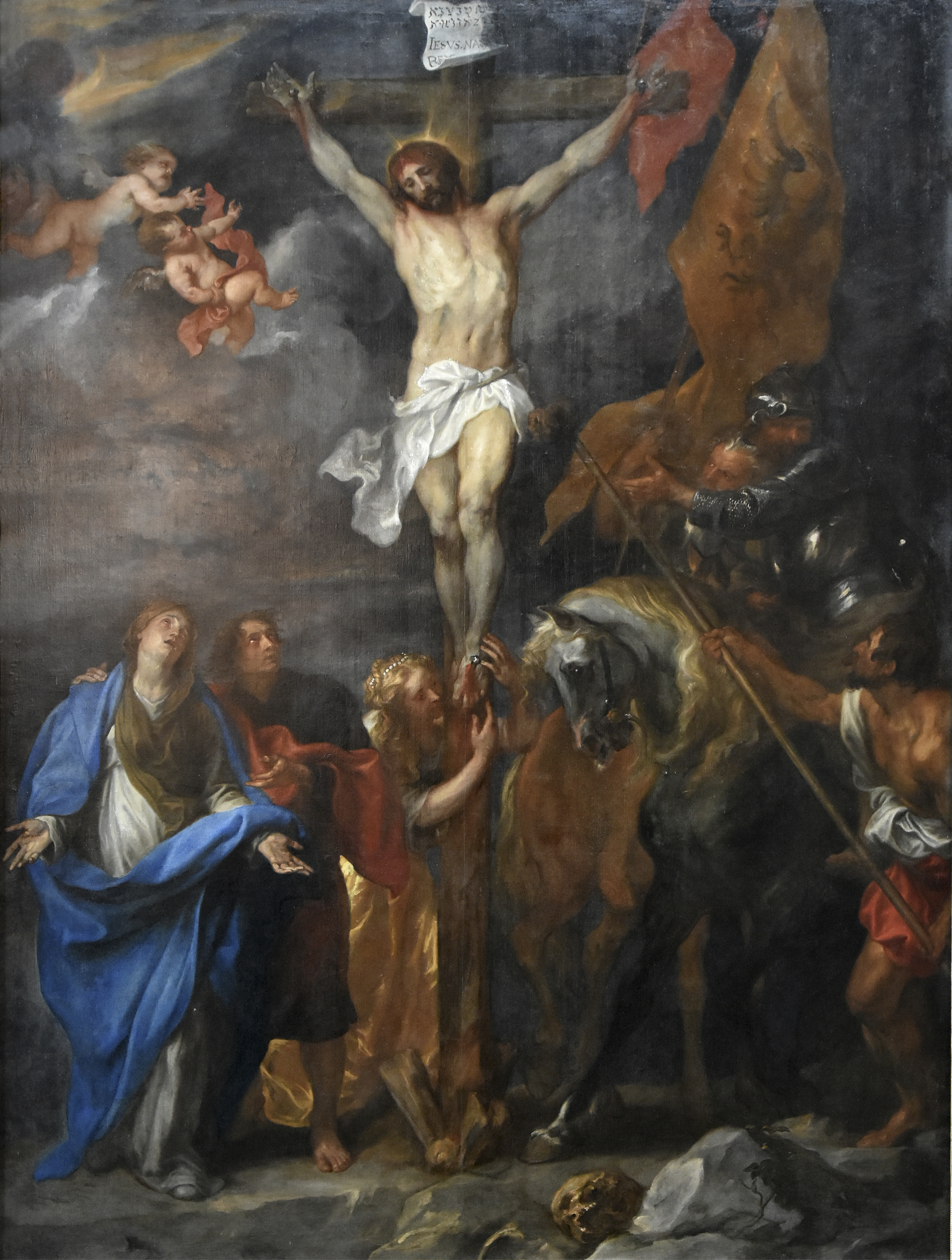
Christus aan het kruis in de Sint-Michielskerk (Gent)
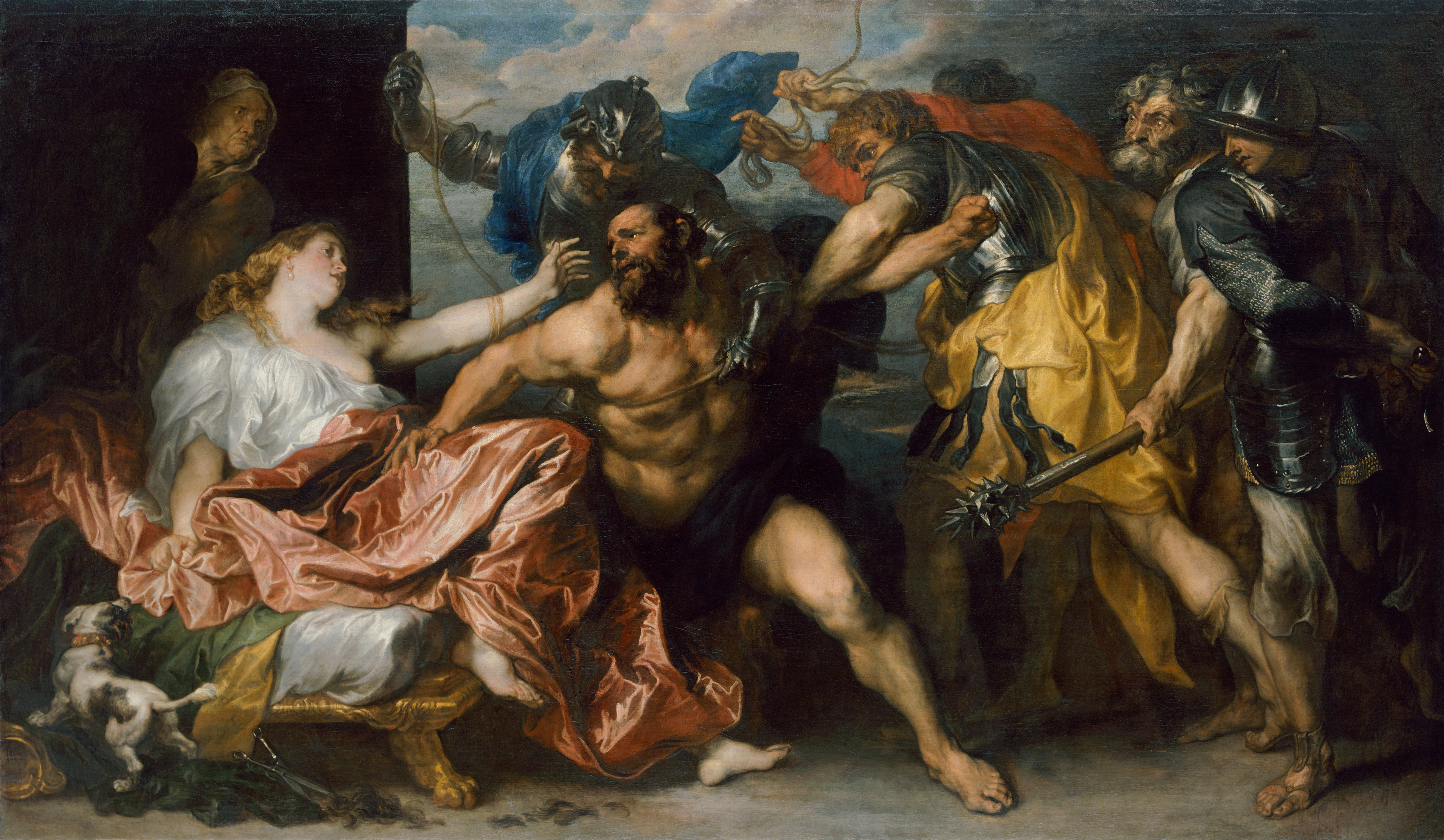
Samson en Delila
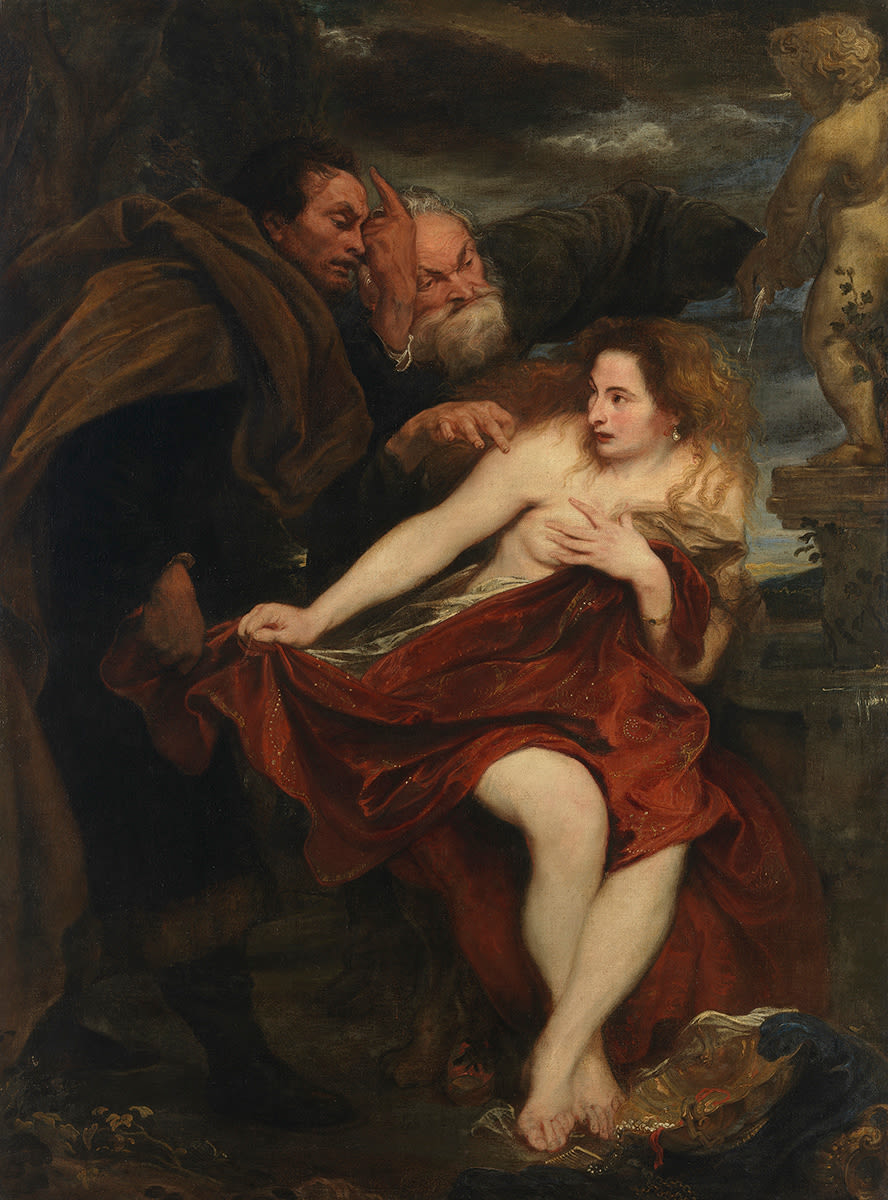
Susanna en de ouderen
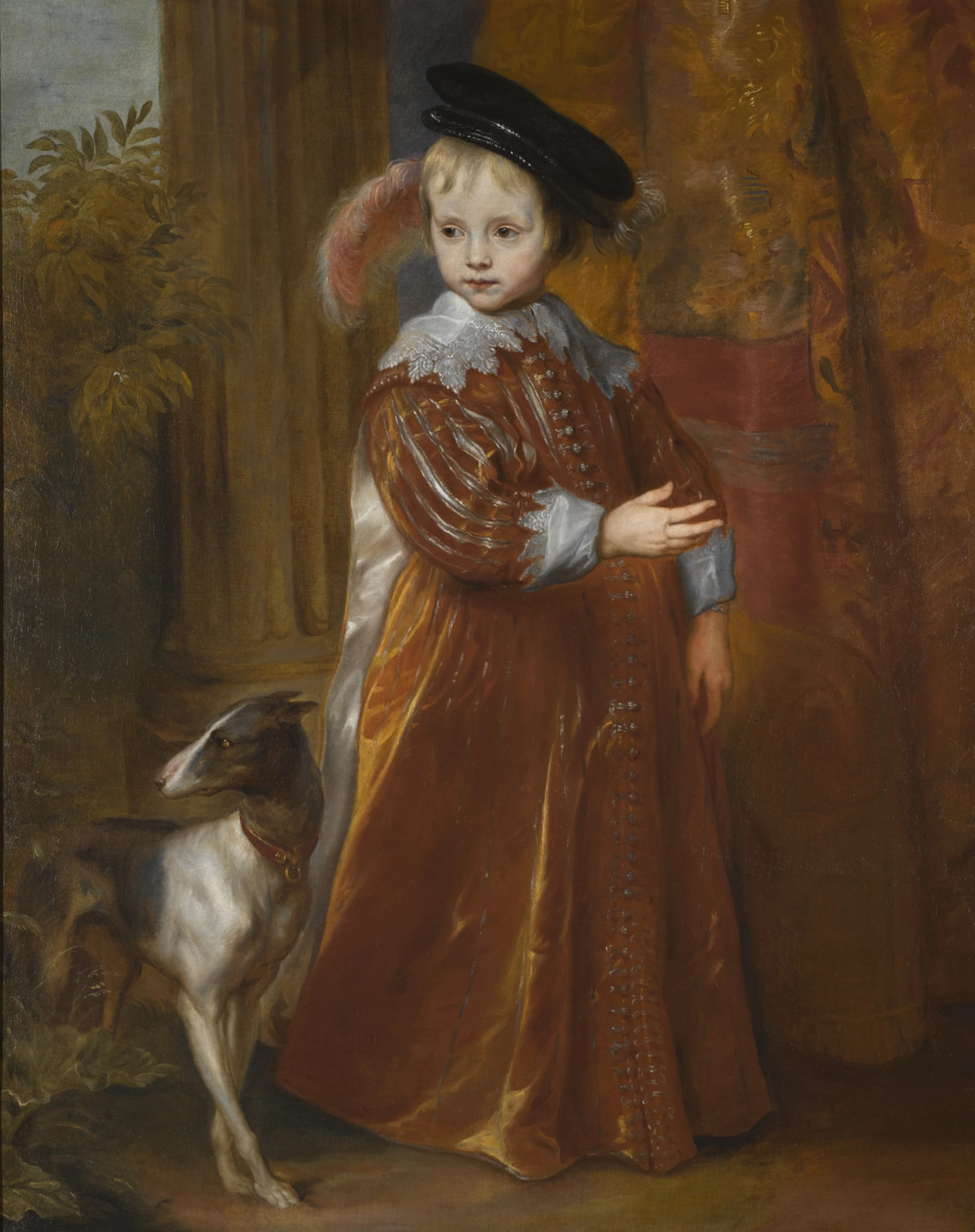
Willem II van Oranje
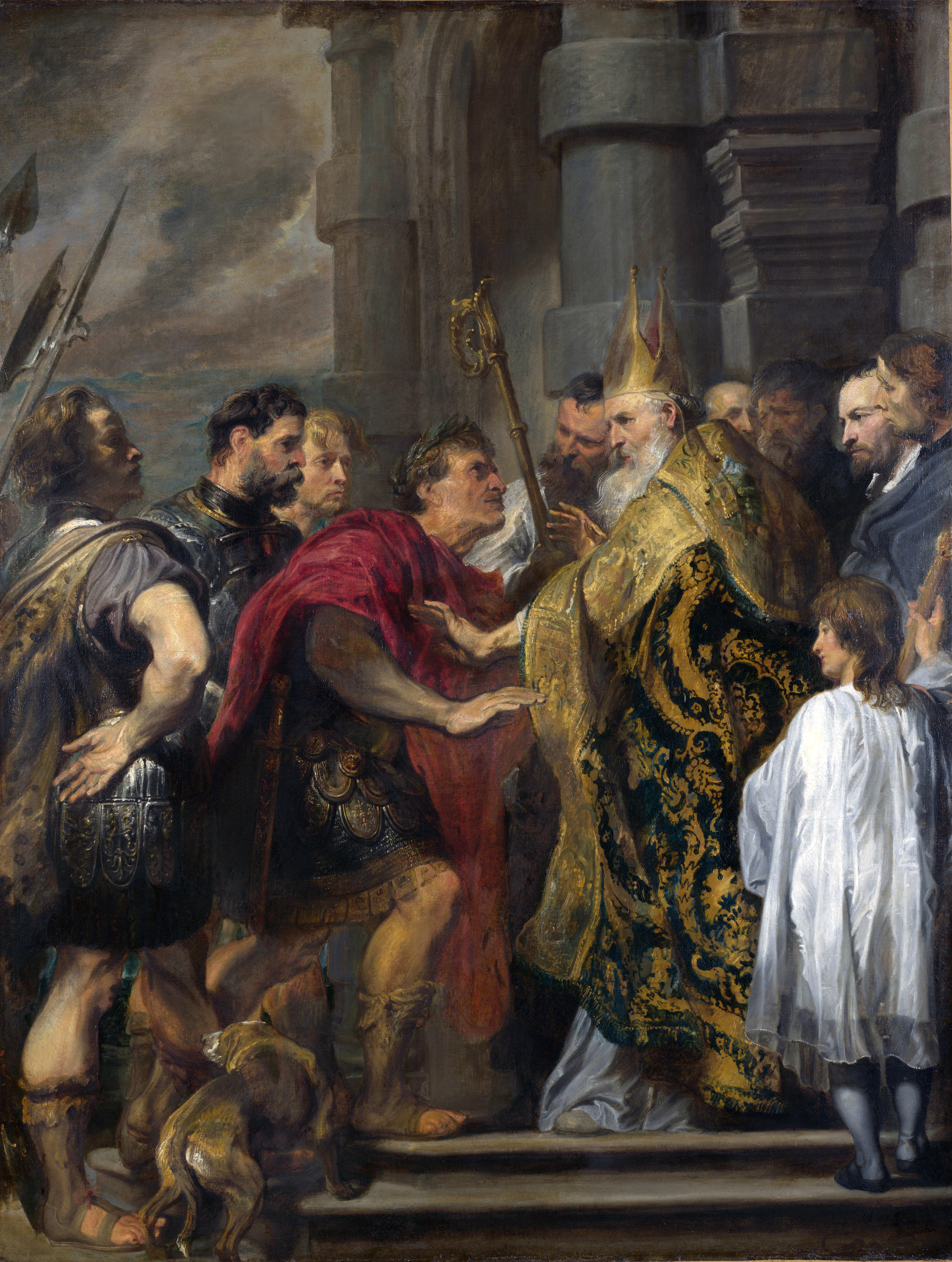
Ambrosius ontzegt keizer Theodosius I de toegang tot de kathedraal van Milaan
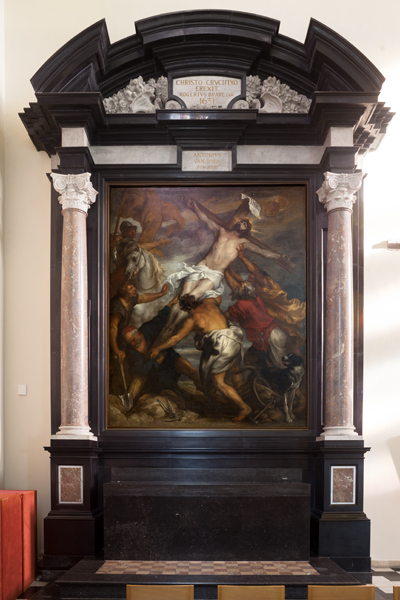
Kruisoprichting van Jezus in de Onze-Lieve-Vrouwekerk te Kortrijk
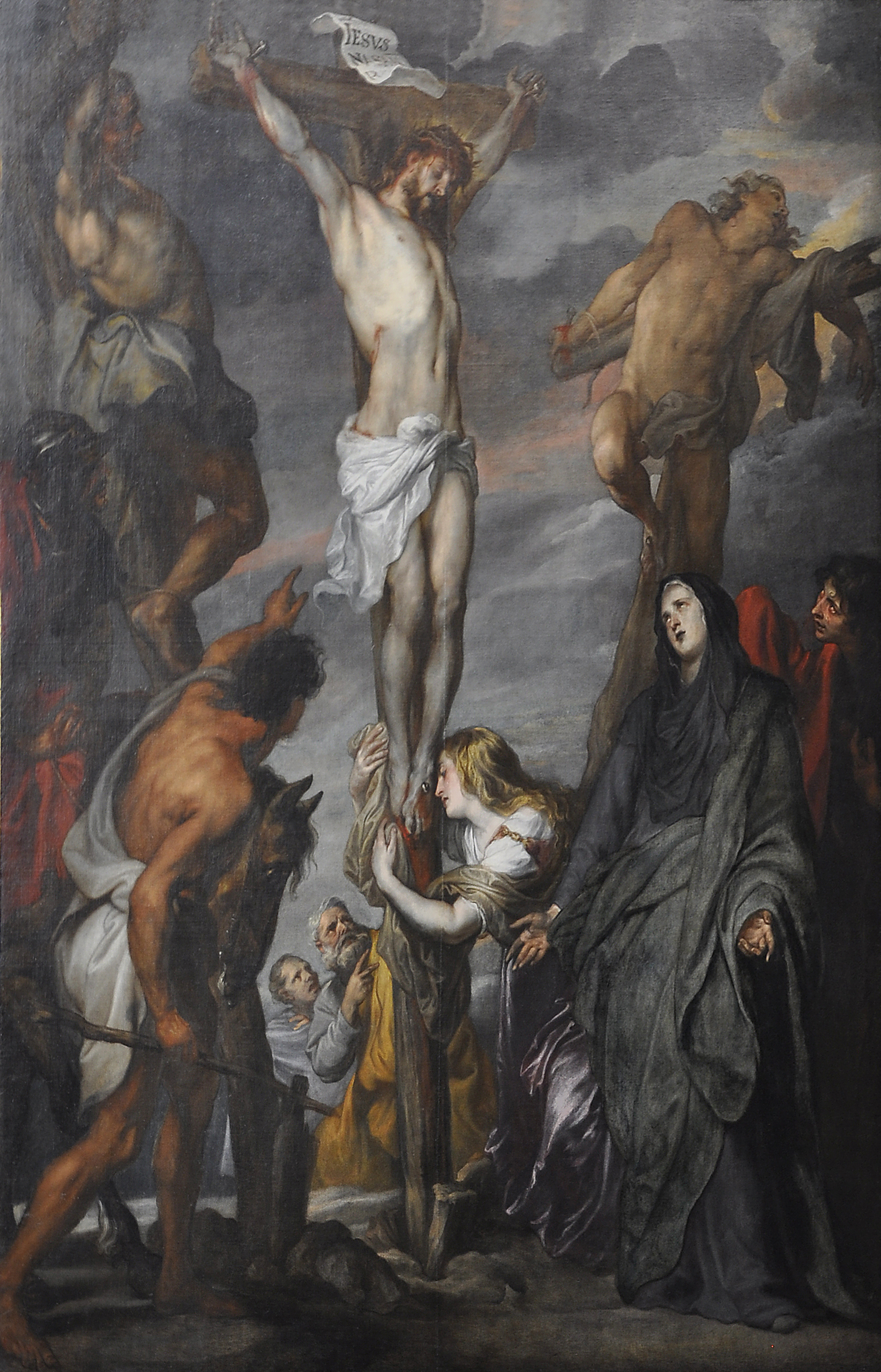
Christus aan het kruis in de Sint-Romboutskathedraal
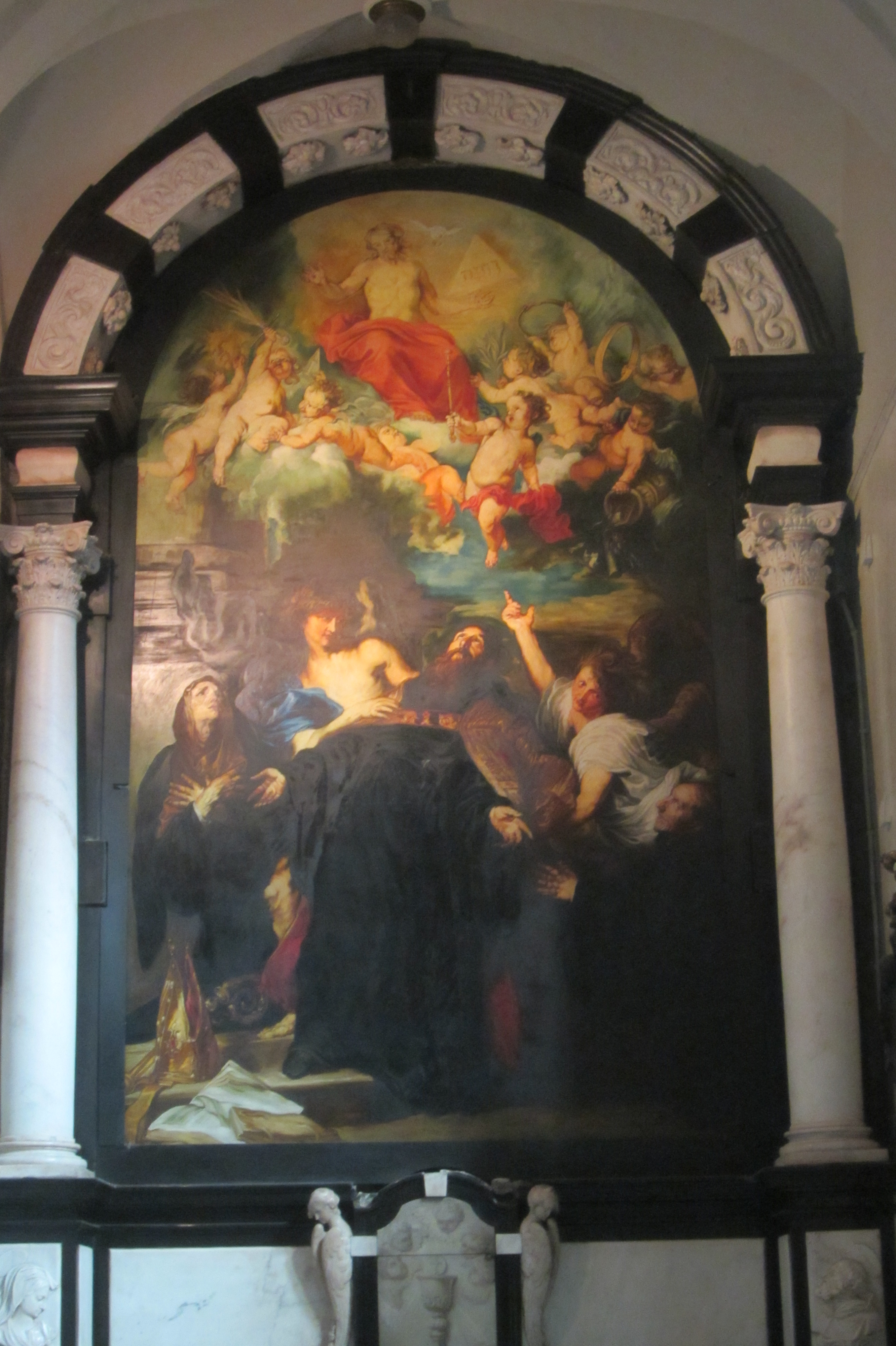
Antoon Van Dijck, De extase van de H.Augustinus, linkerzijaltaar Sint-Augustinuskerk
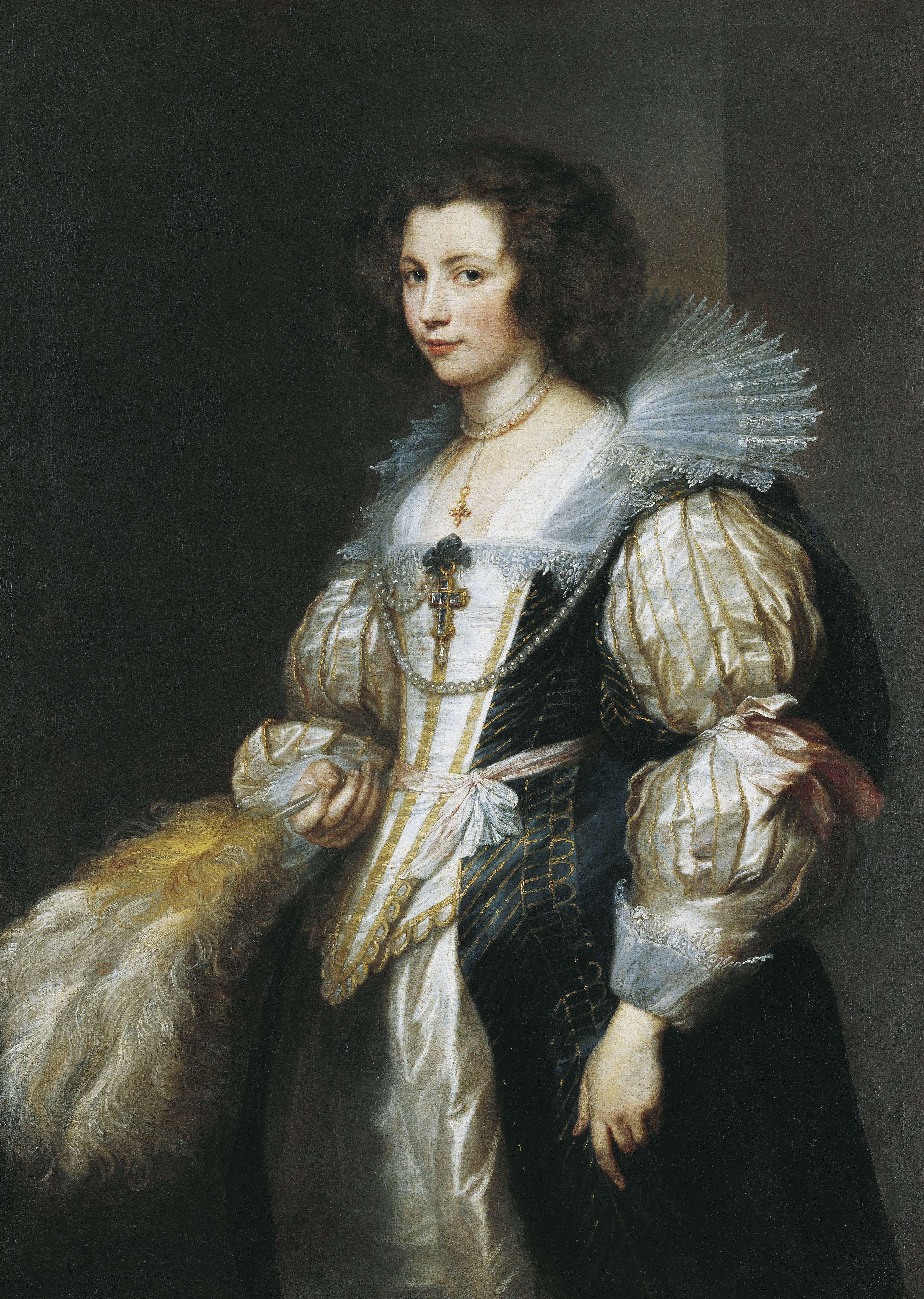
Portret van Marie-Louise de Tassis
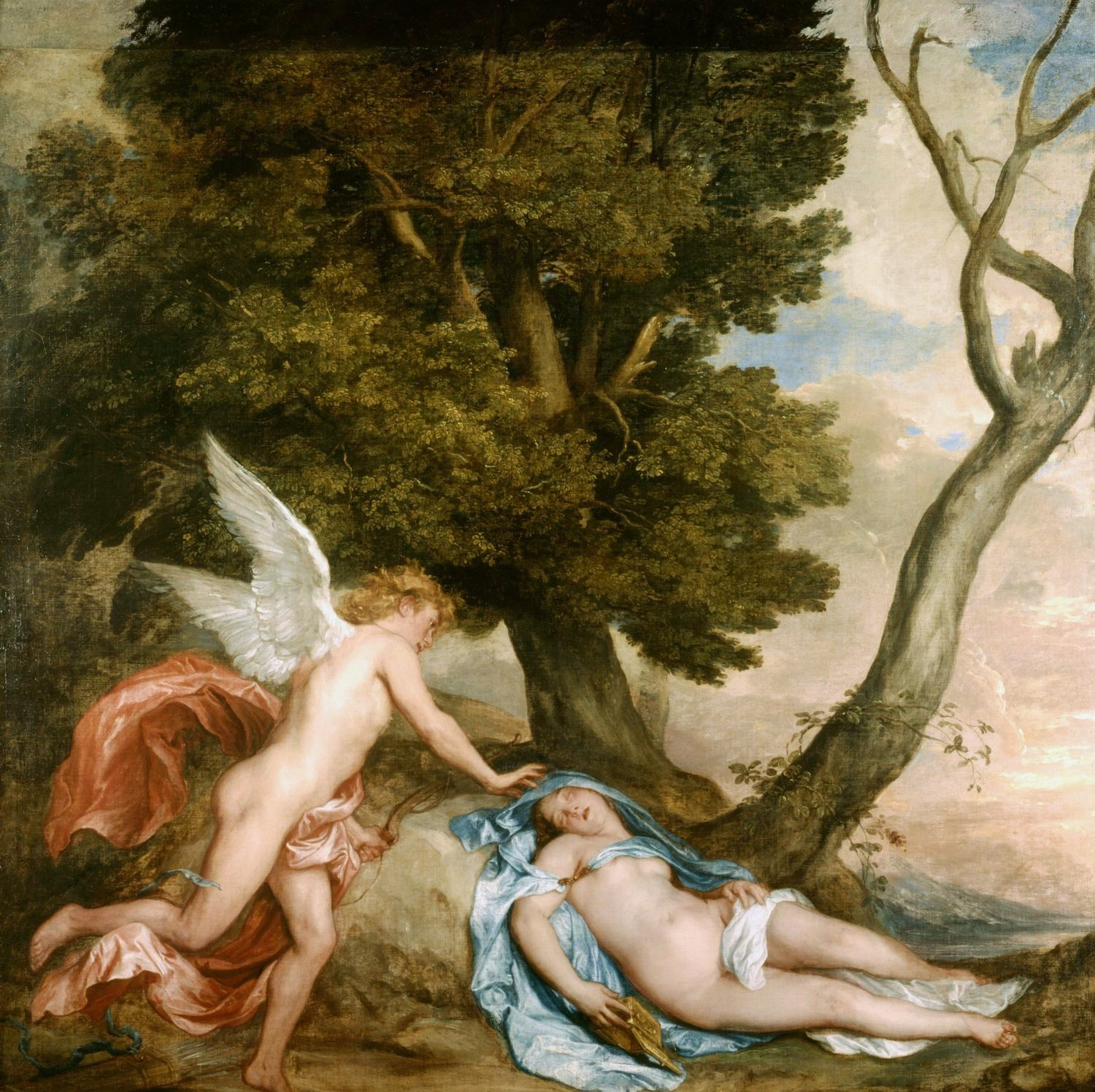
Amor en Psyche

### Schuurvondst in New York

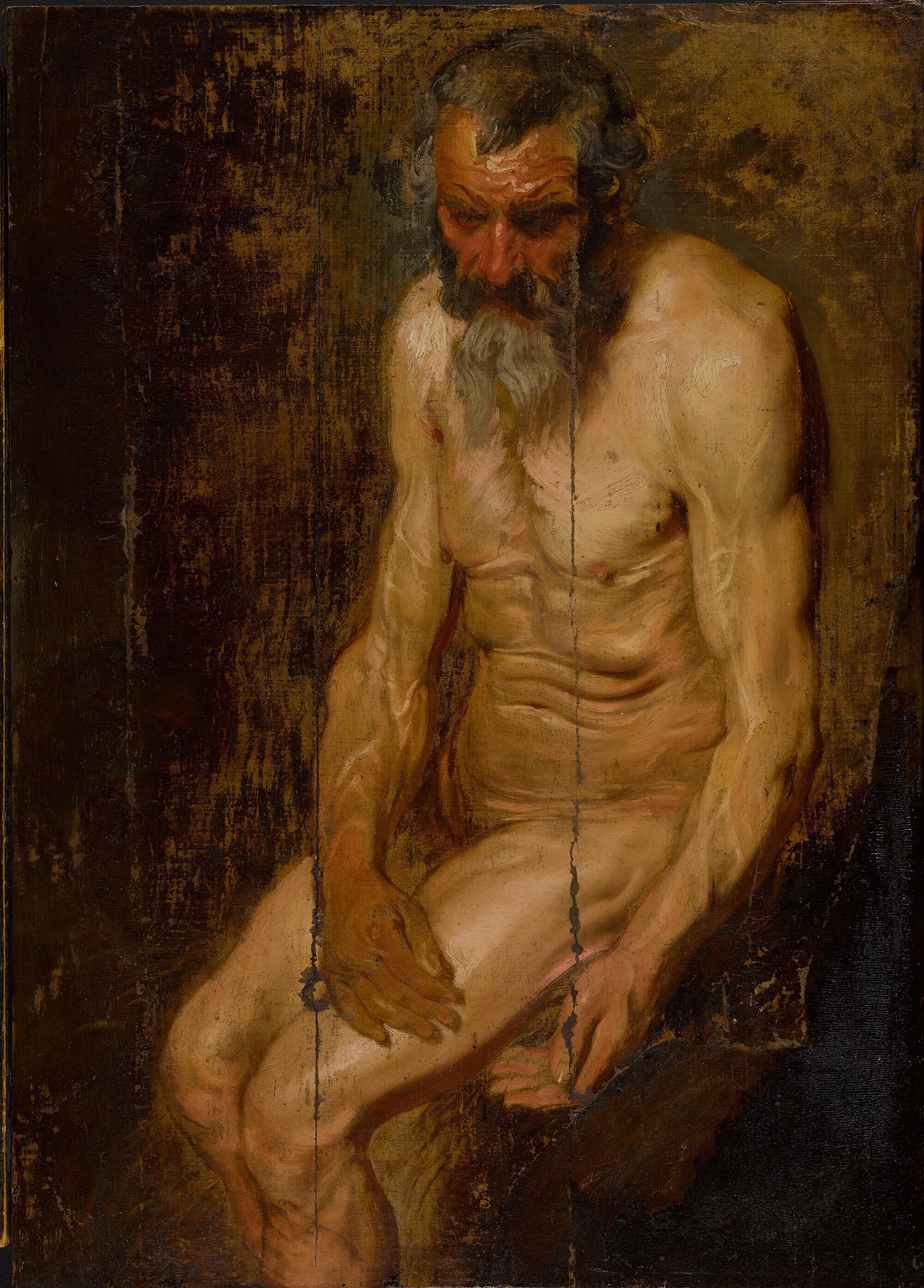
Naaktstudie Heilige Hiëronymus, 1615-1618

Eind twintigste eeuw vond de kunstverzamelaar Albert B. Roberts een olieverfschilderij in een schuur in New York. Het beeldt een naakte oude man met grijze baard op een stoel af. Hij betaalde er 600 dollar voor. In 2019 schreef de kunsthistorica Susan Barnes het schilderij toe aan Van Dyck. Het was een voorbereidend werk voor zijn schilderij van de Heilige Hiëronymus mediterend in de woestijn. Een jonge Van Dyck zou het geschilderd hebben tussen 1615 en 1618, toen hij bij Peter Paul Rubens in Antwerpen in de leer was. Het veilingshuis Sotheby's verklaarde het werk uniek omdat Van Dyck in zijn gehele carrière slechts twee grote studiewerken maakte van een levend model. Na Roberts' overlijden verkochten zijn erfgenamen het werk in januari 2023 voor 3,1 miljoen dollar. De koper is onbekend.

### Vondst in 2013
In december 2013 werd in het BBC-tvprogramma Antiques Roadshow een onbekend schilderij gepresenteerd, dat deskundigen hebben geïdentificeerd als een portret van een Brussels magistraat door Van Dyck. Het ging om een voorbereidende olieverfschets, die hij geschilderd zou hebben in 1634. Het doek was in 2012 voor £ 400 (ongeveer € 480) gekocht bij een antiekwinkel in Cheshire. Na het verwijderen van alle overschilderingen tijdens de restauratiebehandeling kon de toeschrijving aan de Antwerpse meester bevestigd worden. De nieuwe eigenaar gaf het werk in 2015 in langdurig bruikleen aan het Antwerpse Rubenshuis.

## Eerbetoon
- Van Dyck zelf verscheen kort in het Suske en Wiske-album De raap van Rubens. Zijn schilderij Sint-Maarten, zijn mantel delend speelt een rol in het album Het rijmende paard.
- In 2005 eindigde Van Dyck op nr. 70 tijdens de Vlaamse versie van de verkiezing van De Grootste Belg.

- Auckland Art Gallery Toi o Tāmaki: 2257
- Bibsys: 90668160
- Biblioteca Nacional de España: XX1137902
- Bibliothèque nationale de France: cb119466223 (data)
- Biografisch Portaal: 07290806
- Catàleg d'autoritats de noms i títols de Catalunya: 981058519863006706
- CiNii: DA01710715
- Digitale Bibliotheek voor de Nederlandse Letteren: dyck011
- Gemeinsame Normdatei: 118528386
- International Standard Name Identifier: 0000 0001 2122 2452
- KulturNav: f27aaa3a-e331-4cce-85e6-ad63446f6608
- Library of Congress Control Number: n50070302
- Nationale Bibliotheek van Letland: 000183372
- MusicBrainz: f164fec0-2e40-4c88-8420-d9a5b6d4501d
- Bibliotheek van het Japanse parlement: 00459518
- National Gallery of Victoria: 942
- Nationale Bibliotheek van Tsjechië: ola2003172400
- Nationale bibliotheek van Australië: 36315831
- Nationale Bibliotheek van Israël: 987007269433305171
- Nationale Bibliotheek van Polen: a0000001194026
- Nationale en Universitaire bibliotheek Zagreb: 000195927
- Nederlandse Thesaurus van Auteursnamen: 068693885
- RKD-Nederlands Instituut voor Kunstgeschiedenis: 25230
- Istituto Centrale per il Catalogo Unico: RAVV021604
- LIBRIS: 184242
- SNAC: w68g95js
- Système universitaire de documentation: 035221941
- Museum of New Zealand Te Papa Tongarewa: 658
- Trove: 1245576
- Union List of Artist Names: 500115190
- Virtual International Authority File: 17231738
- WorldCat: E39PBJdmjPGjjPKky6Jk66w6Kd